# 2024-es amerikai elnökválasztás
A 2024-es amerikai elnökválasztás Donald Trump győzelmével zárult. Ez volt a 60. elnökválasztás az Egyesült Államok történetében. Az érvényes jogszabályoknak megfelelően 2024. november 5-én rendezték meg.  Ez az első elnökválasztás a 2020-as elektor-újraosztás után. A 2024-es választás győzteseit, akik az ország 47. elnöke és 50. alelnöke lettek, 2025. január 20-án iktatták be. A vesztes demokraták Kamala Harris alelnök és Tim Walz minnesotai kormányzó voltak.
A hivatalban lévő elnök, a demokrata Joe Biden eleinte indult újraválasztásért, de egy gyenge júliusi vitateljesítmény után visszalépett, helyét alelnöke, Kamala Harris vette át a demokrata jelöltként. Biden Lyndon B. Johnson (1968) óta az első elnök lett, aki nem indult egy második terminusért, és az első, aki azt követően lépett vissza, hogy megszerzett elég delegáltat a jelöltséghez. Harris az első jelölt, aki nem vett részt előválasztásokon, 1968 óta (Hubert Humphrey). Alelnökjelöltjének Tim Walz minnesotai kormányzót választotta.
Az ország 45. elnöke, Donald Trump 2022. november 15-én bejelentette, hogy indul harmadjára is, annak ellenére, hogy 2020-ban elvesztette a választást. A volt elnököt Maine és Colorado is eltiltotta attól, hogy induljon az államban, szerepéért a Capitolium ostromában, bár ezeket a döntéseket a Legfelsőbb Bíróság érvénytelenítette. A választás előtt Trumpot bűnösnek találták szexuális zaklatás és rágalmazás, illetve okirathamisítás vádjával, amivel az ország első elnöke lett, akit bűnözőnek nyilvánított egy bíróság. 2024. július 13-án Trumpot meglőtték egy kampányeseményén. 2024. július 15-én lett hivatalosan jelölve pártja által, alelnökjelöltjével, JD Vance-szel együtt. Trump továbbra is kitartott azon véleménye mellett, hogy „A nagy hazugság” részeként ellopták tőle a választást 2020-ban, és alaptalanul kijelentette, hogy ez 2024-ben is meg fog történni. Több republikánus is azt nyilatkozta, hogy nem fogják elfogadni a választás eredményeit, ha szerintük az nem fair. Trump kampányát történészek, szakértők is kritizálták, amiért egyre több erőszakos, autoritatív nyelvezetet használt eseményein.
A legfontosabb államok a választás kimenetele szempontjából Arizona, Georgia, Michigan, Nevada, Pennsylvania és Wisconsin voltak. 1976 óta ez volt az első választás, amin nem volt a jelöltek között egy Bush, Clinton vagy Biden. Az abortuszjogok a Roe kontra Wade visszavonása után, a keresztény szélsőjobboldal növekvő befolyása, LMBT-jogok, leginkább a transzneműek jogai, az oktatás, bevándorlás, a demokrácia és a gazdaság helyzete voltak a legfontosabb kampánytémák.

Trumpot és Vance-t november 6. korai óráiban hirdették ki győztesnek, a elektorok és a szavazatok többségét is megszerezték. Harris egy Trumppal folytatott telefonhívásban fogadta el vereségét, majd ezt később egy beszédjében is megtette. Trump 312 elektort szerzett meg, amely George H. W. Bush 1988-as győzelme óta a legtöbb, amit egy republikánus jelölt összegyűjtött. Az előző két választáshoz képest Trump szinte minden demográfiai csoport körében jobban teljesített, főleg a latin-amerikai származású szavazópolgárok segítették győzelméhez. Szakértők szerint Trump szavazótábora évtizedek óta a legsokszínűbb volt republikánusok számára. Trump megnyert minden államot, amit 2020-ban is megszerzett, illetve az összes csatatérállamot: Arizona, Georgia, Michigan, Nevada, Pennsylvania és Wisconsin. 2016-os győzelme után Trump a második elnök lett, aki kétszer töltötte be a posztot, de nem egymás után. 132 évvel korábban ezt Grover Cleveland tette meg, Benjamin Harrison legyőzésével. Trump a legidősebb személy, akit megválasztottak elnöknek. Harris mindössze 226 elektori szavazatot kapott, ami a legrosszabb demokrata teljesítmény Michael Dukakis (1988) óta, illetve az első demokrata, aki nem kapta meg a szavazatok többségét John Kerry óta (2004).

## Háttér

### Folyamat
Az elnöki posztért induló jelöltek általában az egyik nagy párt előválasztásain keresztül lesznek kiválasztva. Az előválasztási rendszer közvetett, amelyben a polgárok a jelöltek által kijelölt delegáltakra szavaznak. Ezek a delegáltak jelölik hivatalosan az elnökjelöltet a saját pártjukban. Az elnökjelölt általában választ magának egy alelnökjelöltet, amely döntést a delegáltak hagynak jóvá az országos pártgyűlésen. Abban az esetben, ha egyik jelölt se kapja meg a delegáltak többségét vagy – ebben az esetben – a feltételezett jelölt visszalép, a párt indíthat egy nyílt gyűlést, a delegáltak szabadon szavazhatnak jelöltekre.
A novemberi választások is közvetettek, ahol a választópolgárok a szavazataikat az Elektori Kollégium tagjaira adják le, akik ezt követően közvetlenül megválasztják az elnököt és az alelnököt. Ha egy jelölt se kapja meg a szükséges 270 elektori szavazatot, akkor a Képviselőházban tartott szavazás alapján dől el az elnök kiléte, míg az alelnököt a Szenátus választja meg a két legtöbb szavazatot kapott jelölt közül. Az elnökválasztással egyidőben képviselőházi, szenátusi, állami és helyi választásokat, valamint helyi népszavazásokat is tartanak.
A választási irodák egyre több figyelmet kapnak, és munkájuk egyre nehezebb. Több államban is kérték költségvetésük megemelését, hogy több személyt felvehessenek, javítsák a biztonsági helyzetüket. Ebben nagy szerepet játszott az, hogy Trump 2020-as választással kapcsolatos megszólalásai következtében sok polgár bizalmat veszített a rendszerben.
Trump az első elnök, aki ellen két felelősségrevonási eljárást indítottak, és az első, aki egy ilyen eljárás után indult a jelöltségért. Először 2019 decemberében vonta felelősségre a demokraták által irányított képviselőház, hatalommal való visszaélés és a Kongresszus akadályozása miatt, amiért megpróbálta arra kényszeríteni Ukrajnát, hogy káros információkat adjon neki Joe Bidennel kapcsolatban. A második eljárás 2021. január 13-án történt, lázadásra való felbujtásért, a január 6-i Capitolium elleni támadás után. Mindkét esetben felmentette a Szenátus.
A coloradói Legfelsőbb Bíróság, egy állam kerületi bíróság Illinois-ban és Maine külügyminisztere is úgy döntött, hogy Trump nem indulhat a választáson, amiért szerepet játszott a január 6-i Capitolium elleni támadásban. Ezeket a döntéseket megváltoztatta az országos Legfelsőbb Bíróság, úgy döntve, hogy államok nem dönthetnek szövetségi választások résztvevőiről.

#### A választhatóság feltételei
Az alkotmány a választhatóság feltételéül a legalább harmincöt éves életkort írja elő, valamint azt, hogy a jelölt született amerikai állampolgár legyen, továbbá követelmény az is, hogy a jelölt 14 éve állandó lakhellyel rendelkezzen az Amerikai Egyesült Államokban. Emellett a huszonkettedik alkotmánymódosítás értelmében nem lehet elnökké választani azt, akit már kétszer elnökké választottak (így Bill Clinton, George W. Bush és Barack Obama nem indulhatott, míg Jimmy Carter és Donald Trump igen), és mint bármely más szövetségi tisztviselő, az elnök sem lehet a törvényhozás tagja.

### Külföldi beavatkozás
Több ország is beavatkozott a 2024-es amerikai választásokba, mint Kína, Irán és Oroszország. Ennek központjában leginkább propaganda és dezinformáció volt, hamis közösségi médián létrehozott fiókokkal, azzal a céllal, hogy az ország politikáját egyre megosztóbbá tegyék.
Izraelt támogató csoportok is nagy összegeket költöttek el arra, hogy Izraelhez hűséges jelölteket támogassanak. A Politico kampány-költségvetési elemzései szerint az AIPAC (American Israel Public Affairs Committee) bizottságon keresztül költötték el a republikánusok a legtöbb pénzt demokrata előválasztásokra.

### A 2020-as népszámlálás
Ez lesz az első választás az elektori szavazatok újraosztása után, amely a 2020-as népszámlálást követte. Ez az elosztás a 2028-as választásig lesz érvényben, amelyet 2030-ban ismét újraosztása követ.
A Képviselőházban a székek újraosztása 2021-ben és 2022-ben történik, mikor újrarajzolják a választókerületeket. A legtöbb államban ezt a kormányzó teheti meg, bár egyes esetekben egy független tanács végzi el a feladatot. A 2020-as választások alapján New Hampshire-ben és Montanában is a Republikánus Párt fogja irányítani a választókerületek újrarajzolását, ezek az egyedüli változások 2020-hoz képest. Az újrarajzolt kerületek is 2030-ig lesznek érvényben.

### Párthűség

Államok párthűsége. Szürkével azok az államok, amelyek 2020-ban 2016-tól eltérően szavaztak

A párthűség egyre nagyobb szerepet kezdett el játszani a 2020-as években a választások idején. Egyre kevesebb állam van, amely kompetitív jellegű, így a két párt között hintázó államok jelentik a kulcsot az elnökség megszerzéséhez. Ilyen államok Wisconsin, Michigan, Pennsylvania, Nevada, Arizona és Georgia. Észak-Karolina is tartozhat ide, hiszen az előző választás idején kis különbség volt a győztes és a vesztes között, Trump mindössze 1,34%-kal nyert. Demográfiai változások következtében olyan hintaállamok, mint Iowa, Ohio és Florida egyértelműen republikánus államok lettek, míg Colorado, Új-Mexikó és Virginia demokraták.
A demokraták szavazói általában kisebbségek (főleg latino és afroamerikai szavazók), nők, képzettséggel rendelkező személyek és városi polgárok. A New Deal óta a munkásosztály is általában a pártra szavazott, de sokan napjainkban inkább republikánusokra voksolnak, mivel a Demokrata Párt sokszínűbb lett és kulturális szempontból liberális. Ezzel ellentétben a vörös államok szavazói leginkább vidéki fehér szavazók, evangélikusok, idősek és egyetemi képzettséggel nem rendelkező polgárok. Az 1950-es évekkel kezdve hagyományosan a republikánusok jól teljesítettek külvárosi, középosztálybeli szavazók köreiben, de ez a csoport elkezdett eltávolodni tőlük a Tea Party és a szélsőjobboldali populista Make America Great Again mozgalmak felemelkedése következtében, amit Donald Trump népszerűsített. Ezen trend intenzitása nagy szerepet játszott abban, hogy 2020-ban a demokraták nyerték meg a választást, hiszen Trump republikánus jelölt létére szokatlanul népszerűtlen volt a külvárosi szavazópolgárok körében.
Szerepet játszhat az is, hogy a demokraták már nem annyira népszerűek az afroamerikai, arab, hispán, ázsiai és fiatal szavazók körében, mint korábban és a republikánusok is elkezdték elveszíteni a 65 évnél idősebb fehér szavazók támogatását. Ezen közvélemény-kutatásokat viszont kritizálták egyes szakértők, amiért nem mutatják be a szavazópolgárok valós értékeit. Ezek mellett a YouGov kutatószervezet semmilyen változást nem észlelt a korábban említett csoportoktól.

### Politikai erőszak
A politikai erőszak veszélye a 2024-es választáson meglehetősen magasnak számított. Az amerikai lakosság egyre nagyobb része támogatja az erőszak használatát politikai célok elérésére, leginkább a Republikánus Párt támogatói között. Trump egyre inkább szélsőséges nyelvezetet használt, népszerűsített olyan összeesküvés-elméleteket, mint a QAnon és támogatott szélsőjobboldali milíciákat. Politikai ellenfelei ellen dehumanizáló, erőszakos és harcias retorikát használt, megtorlást ígérve. Nem volt hajlandó elutasítani az erőszak lehetőségét a választás után.
2024. július 13-án Trump ellen merényletet követtek el egy kampányeseményen.

### Csatatérállamok
Az államok többsége nem kompetitív, mert a demográfiai jellemzőik egy pártnak adnak előnyt. Az elektori kollégium miatt néhány csatatér-, (vagy billegő-) állam, ami kompetitív és pártok között mozog, dönti el a választás végkimenetelét. Ezek közé tartozik a rozsdaöv (Wisconsin, Michigan és Pennsylvania), illetve a napöv (Arizona, Georgia, Nevada és Észak-Karolina) államok.
Demográfiai változások miatt olyan korábbi csatatérállamok, mint Iowa, Ohio és Florida, sokkal inkább a republikánusoknak kedveznek, míg Colorado, Új-Mexikó és Virginia inkább a demokraták felé húzódtak. Arizona és Georgia korábban republikánus államok voltak, 2020-ban mindkettőt a demokraták nyerték meg, kevesebb, mint egy százalékponttal. A Demokrata Pártnak támogatói leginkább városok lakosai, afroamerikaiak és egyetemi végzettséggel rendelkező polgárok. Az egyetemi taníttatással nem rendelkező fehér szavazók támogatása a republikánusok jelöltjei felé egyre inkább emelkedett az 1970-es évek óta. A vörös államokban a hagyományos republikánus szavazók közé leginkább fehér vidéki lakosok, evangélikusok, idős polgárok, illetve egyetemi végzettséget nem szerzett szavazók tartoznak. Az 1950-es évek óta a republikánusok általában jól teljesítettek középosztálybeli, külvárosi szavazókkal, de a Make America Great Again mozgalom következtében egyre inkább a demokraták felé sodródtak. Ez a változás volt az egyik indoka annak, hogy Joe Biden 2020-ban le tudta győzni Trumpot.

## Előválasztások

### Republikánus Párt
Ugyan Donald Trump 2020-ban alulmaradt Joe Biden ellen, indul újra 2024-ben. Ezzel mindössze a második elnök lesz Grover Cleveland után, aki úgy indul második mandátumáért, hogy korábban elvesztette pozícióját. Ha nyerne, az Egyesült Államok 45. és 47. elnöke lenne. Azzal, hogy az indulás mellett döntött, nagy valószínűleg meg fogja kapni a jelölést a pártjától. Esélyeit egy kicsit csökkentették a Capitolium ostromával kapcsolatos kongresszusi meghallgatások és az azzal kapcsolatos beidézése, az, hogy Florida kormányzója, Ron DeSantis több pénzt tudott összeszedni 2022-ben, az elnök rezidenciájának FBI-kutatása és az, hogy a demokraták esetleg használnák a 14. alkotmány módosítást ellene. Ha ismét Biden ellen indul, akkor 1956 óta ez lesz az első alkalom, hogy kétszer is ugyanaz a két elnökjelölt mérkőzik meg egymással. A legutóbbi elnök, aki úgy indult újra, hogy korábban elhagyta pozícióját Theodore Roosevelt volt, aki második lett az 1912-es választáson a Progresszív Párt jelöltjeként. Ő lenne az első republikánus, aki sorozatban három jelölést is megkapott és az első, aki háromszor jelölt volt, Richard Nixon óta. 2023 márciusában vádat emelt Trump ellen egy manhattani vádesküdtszék, aminek várhatóan nagy befolyása lesz az elnökválasztásra. A volt elnököt 2023 decemberében eltiltotta Colorado Legfelsőbb Bírósága attól, hogy az államban induljon a választáson. Maine hasonlóan döntött.
2023. február 14-én Nikki Haley, Dél-Karolina korábbi kormányzója és országa nagykövete az Egyesült Nemzetek Szervezetébe, bejelentette, hogy indul az elnöki pozícióért. Ha elnyeri a jelöltséget, ő lenne az első indiai-amerikai és az első nő, aki elnökjelölt lenne a Republikánus Párt színeiben, illetve az első indiai-amerikai, akit egy nagy párt állított ki jelöltnek. Ha megnyeri a 2024-es elnökválasztást, ő lenne az első női és első indiai-amerikai elnök. 2023. február 21-én, egy héttel Haley bejelentése után Vivek Ramaswamy vállalkozó és szerző is bejelentette, hogy megkezdi kampányát. Ha megnyeri a választást, ő lenne az ország első ázsiai-amerikai elnöke.
Sokáig Ron DeSantist, Florida kormányzóját tekintették Donald Trump legerősebb kihívójának, de 2023 végére Haley sok helyen megelőzte DeSantist a második helyért. Szuperkeddre csak Haley és Trump maradtak a versenyben és a korábbi elnök dominanciája (közel ezer delegálttal zárt március 5-ét) szinte bebiztosította jelöltségét és visszalépésre kényszerítette egyetlen versenyben maradt kihívóját. Március 12-én lett hivatalosan a feltételezett jelölt.
Jelöltsége megerősítése napján, a 2024-es Republikánus Nemzeti Gyűlés során, Trump bejelentette, hogy alelnöke az ohiói szenátor, J. D. Vance lesz. Mindössze napokkal korábban Trump túlélt egy merényletet.

#### A jelölt
| Republikánus Párt                               | Republikánus Párt                                  |
| ----------------------------------------------- | -------------------------------------------------- |
|                                                 |                                                    |
| Elnökjelölt                                     | Alelnökjelölt                                      |
| Donald Trump                                    | J. D. Vance                                        |
| Az Amerikai Egyesült Államok elnöke (2017–2021) | Az Amerikai Egyesült Államok szenátora (2023–2025) |
|                                                 |                                                    |

| Név          | Születési adatok (Életkor a választás napján) | Tapasztalat                                | Állam   | Kampány                        | Megnyert előválasztások                            | Szavazatszám, delegáltak         | For.    |
| ------------ | --------------------------------------------- | ------------------------------------------ | ------- | ------------------------------ | -------------------------------------------------- | -------------------------------- | ------- |
| Donald Trump | 1946. június 14. (78 évesen) Queens, New York | Az Egyesült Államok 45. elnöke (2017–2021) | Florida | Bejelentve: 2022. november 15. | 54 (Minden terület a főváros és Maine kivételével) | 16 934 499 (76,4%) 2231 delegált | [ 118 ] |

| Náv             | Születési adatok (Életkor a választás napján)          | Tapasztalat                                                                                   | Állam        | Kampány bejelentve | Kampány vége                    | Kampány                       | Megszerzett szavazatok                                 | For.            |
| --------------- | ------------------------------------------------------ | --------------------------------------------------------------------------------------------- | ------------ | ------------------ | ------------------------------- | ----------------------------- | ------------------------------------------------------ | --------------- |
| Ron DeSantis    | 1978. szeptember 14. (46 évesen) Jacksonville, Florida | Florida kormányzója (2019–napjainkig) Az Egyesült Államok képviselője Floridából (2013–2018)  | Florida      | 2023. május 24.    | 2024. január 21. (Trump javára) | Bejelentve: 2023. május 24.   | 344 649 (1,8%) 9 delegált                              | [ 120 ] [ 121 ] |
| Nikki Haley     | 1972. január 20. (52 évesen) Bamberg, Dél-Karolina     | Nagykövet az Egyesült Nemzetek Szervezeténél (2017–2018) Dél-Karolina kormányzója (2011–2017) | Dél-Karolina | 2023. február 14.  | 2024. március 6.                | Bejelentve: 2023. február 14. | 3 937 164 (20,9%) 94 delegált, 2 megnyert előválasztás | [ 123 ]         |
| Asa Hutchinson  | 1950. december 3. (73 évesen) Bentonville, Arkansas    | Arkansas kormányzója (2015–2023) A DEA igazgatója (2001–2003)                                 | Arkansas     | 2023. április 26.  | 2024. január 16.                |                               | 21 943 (0,1%) 0 delegált                               | [ 124 ]         |
| Vivek Ramaswamy | 1985. augusztus 9. (39 évesen) Cincinnati, Ohio        | Üzletember, író, vállalkozó                                                                   | Ohio         | 2023. február 21.  | 2024. január 15. (Trump javára) | FEC-forrás:                   | 93 922 (0,5%) 3 delegált                               | [ 129 ] [ 130 ] |

| Név               | Születési adatok (Életkor a választás napján)                   | Tapasztalat | Állam        | Kampány bejelentve | Kampány vége                     | Kampány                       | For.                    |
| ----------------- | --------------------------------------------------------------- | --- | ------------ | ------------------ | -------------------------------- | ----------------------------- | ----------------------- |
| Doug Burgum       | 1956. augusztus 1. (68 évesen) Arthur, Észak-Dakota             | Észak-Dakota kormányzója (2016–napjainkig) | Észak-Dakota | 2023. június 7.    | 2023. december 4.                | Bejelentve: 2023. június 7.   | [ 132 ] [ 133 ]         |
| Chris Christie    | 1962. szeptember 6. (62 évesen) Newark, New Jersey              | New Jersey kormányzója (2010–2018) New Jersey-i kerületi főügyész (2002–2008) | New Jersey   | 2023. június 6.    | 2024. január 10.                 | Bejelentve: 2023. június 6.   | [ 135 ] [ 136 ]         |
| Larry Elder       | 1952. április 27. (72 évesen) Los Angeles, Kalifornia           | Rádiós műsorvezető Kaliforniai kormányzójelölt 2021-ben | Kalifornia   | 2023. április 20.  | 2023. október 26. (Trump javára) | Bejelentve: 2023. április 20. | [ 137 ] [ 138 ]         |
| Perry Johnson     | 1948. január 23. (76 évesen) Dolton, Illinois                   | A Perry Johnson Registrars, Inc. alapítója (1994–napjainkig) | Michigan     | 2023. március 2.   | 2023. október 20. (Trump javára) | Bejelentve: 2023. március 2.  | [ 140 ] [ 141 ] [ 142 ] |
| Mike Pence        | 1959. június 7. (65 évesen) Columbus, Indiana                   | Az Egyesült Államok 48. alelnöke (2017–2021) Indiana kormányzója (2013–2017) Az Egyesült Államok képviselője Indianából (2001–2013)                                                                                              | Indiana      | 2023. június 5.    | 2023. október 28.                | Bejelentve: 2023. június 5.   | [ 144 ] [ 145 ]         |
| Tim Scott         | 1965. szeptember 19. (59 évesen) North Charleston, Dél-Karolina | Az Egyesült Államok szenátora Dél-Karolina államból (2013–napjainkig) Az Egyesült Államok képviselője Dél-Karolina államból (2011–2013) Dél-Karolina állami képviselője (2009–2011) A Charleston megyei tanács tagja (1995–2009) | Dél-Karolina | 2023. május 19.    | 2023. november 12.               | Bejelentve: 2023. május 19.   | [ 147 ] [ 148 ]         |
| Corey Stapleton   | 1967. szeptember 17. (57 évesen) Seattle, Washington            | Montana külügyminisztere (2017–2021) Montana Szenátusának tagja (2001–2009) | Montana      | 2022. november 11. | 2023. október 13.                |                               | [ 149 ] [ 150 ] [ 151 ] |
| Will Hurd         | 1977. szeptember 19. (47 évesen) San Antonio, Texas             | Az Egyesült Államok képviselője Texas államból (2015–2021) | Texas        | 2023. június 22.   | 2023. október 9. (Haley javára)  |                               | [ 152 ] [ 153 ]         |
| Francis X. Suarez | 1977. október 6. (47 évesen) Miami, Florida                     | Miami polgármestere (2017–napjainkig) Miami városi tanácsának tagja (2009–2017) | Florida      | 2023. június 14.   | 2023. augusztus 29.              |                               | [ 154 ] [ 155 ]         |

### Demokrata Párt
A demokrata Joe Biden, akit 2020-ban választottak meg, 2022 januárjában bejelentette, hogy tervez indulni 2024-ben, Kamala Harrisszel, mint alelnökjelölt. Ennek ellenére nyolc hónappal később azt nyilatkozta a 60 Minutes műsorán, hogy még nem kötelezte el magát mellette. 2022. október 3-án hírek szerint Biden azt mondta Al Sharptonnak, hogy indulni fog a második terminusáért. 2022. október 11-én azt nyilatkozta egy interjúban a CNN-nel, hogy a 2022-es választások után fogja eldönteni, hogy indul-e két évvel később. Ő volt a legidősebb elnök, akit beiktattak, 78 évesen és 82 lesz első elnökségének végén. Ha újraválasztják, 86 évesen hagyná el a posztot. 2021 végén Biden munkája sok amerikainak nem tetszett, elfogadottsága alacsony volt, aminek következtében figyelembe vették a lehetőséget, hogy nem indul ismét. Néhány demokrata politikus nyilvánosan is jelezte, hogy szerinte nem kellene Bidennek indulnia, beleértve Dean Phillips és Carolyn Maloney képviselők, illetve a 2022-es dél-karolinai kormányzójelölt Joe Cunningham, bár Maloney később bocsánatot kért és kijelentette, hogy támogatná az elnököt, ha újra indul. Ha nem ő a jelölt 2024-ben, 1968 óta ő lenne az első amerikai elnök, aki az első terminusa után nem lett pártjának jelöltje (akkor a szintén demokrata Lyndon B. Johnson volt). 2023 márciusának első napjaiban sajtóhírek szerint a Demokrata Párt képviselőházi vezetősége megegyezett, hogy 2024-ben beállnak Biden jelöltsége mögé, úgy érezve, hogy ő a „legerősebb jelöltünk,” amit követően Biden 2023 áprilisában jelentette be, hogy indul. Az első hivatalos jelölt a demokrata oldalról a 2020-ban sikertelenül induló Marianne Williamson volt. Williamson Biden kihívója a párt progresszív frakciójából. 2023 októberében Dean Phillips is bejelentette kampányát. Az egyetlen jelölt, aki Bidenen kívül megnyert egy előválasztást, Jason Palmer volt, Amerikai Szamoán. 1980 óta az első jelölt lett, aki egy területen le tudott győzni egy hivatalban lévő elnököt, majd május végén felfüggesztette kampányát.
2023 decemberben több állam is bejelentette, hogy csak Biden neve fog szerepelni a jelöltek között a párt előválasztásain. 2024. március 12-én Biden megszerzett elég delegáltat, hogy a párt feltételezett elnökjelöltje legyen.

#### Biden visszalépése
Az első elnöki vita után, 2024. június 27-én, többen is arra szólították Bident, hogy lépjen vissza a jelöltségtől. Annak ellenére, hogy széles körben a feltételezett jelöltnek számított, egyre többen szólaltak fel azért, hogy legyen egy komoly kihívója a demokrata nemzeti gyűlésen 2024 augusztusában. Ezek között megnevezték Kamala Harris alelnököt, Pete Buttigieg közlekedési minisztert, Michelle Obama first ladyt, Gretchen Whitmer michigani kormányzót, Gavin Newsom kaliforniai kormányzót és J.B. Pritzker illinois-i kormányzót. Azok közé, akik felszólították az elnököt, hogy lépjen vissza, a további képviselők tartoztak: Lloyd Doggett (TX), Raúl Grijalva (AZ), Seth Moulton (MS), Mike Quigley (IL) és Angie Craig (MN). Ezek mellett több magas rangú demokrata is hasonló véleményen volt, bár ezt nem mindenképpen hozták közvetlenül nyilvánosságra, csak sajtóhíreken keresztül.
2024. július 11-én egyre több demokrata jelent meg nyilvánosan azt követően, hogy előző nap Peter Welch (VT) az első szenátor lett, aki felkérte az elnököt a visszalépésre. Ezek közé tartozott Marie Gluesenkamp Perez (WA), Greg Stanton (AZ), Ed Case (HI), Brad Schneider (IL) és Hillary Scholten (MI). Azt követően, hogy egyre többen felkérték a visszalépésre, Biden 2024, július 21-én bejelentette döntését, hogy elhagyja a versenyt.

#### Harris kampánya
Kamala Harris még Biden visszalépése napján bejelentette, hogy el fog indulni a demokrata jelöltségért és egy napon belül a párt feltételezett jelöltje is lett. Harrist augusztus 2-án jelölte a párt egy virtuális szavazáson, hogy megelőzzék az ohiói regisztrációs határidőt, bár a hivatalos jelölésre csak három nappal később került sor.
Biden visszalépése sokat segített a demokraták esélyein, mindössze hetekkel később egyes közvélemény-kutatásokban már Harris vezetett. Biden gyakran a hibahatáron kívül volt, több esetben is hat ponttal Trump mögött. Ezt Harris a legtöbb esetben 1-2 pontos hátrányra csökkentette. Ehhez hasonlóan a kulcsfontosságú államokban is Harris vette át a vezetést, átlagosan egy pontos előnyt kiépítve, Biden két pontos hátrányával ellentétben. Azt követően, hogy 2024. augusztus 10-én megjelent közvélemény-kutatásokban Harris három kulcsfontosságú államban is 51/50–46 arányos előnyben volt Trump ellen, Nate Cohn (The New York Times) azt írta, hogy Harris színrelépése „teljesen megváltoztatta” az elnökválasztást, és „rendkívüli momentumhulláma” új erőt adott a demokratáknak. Ezek mellett olyan államokban is kompetitív lett a választás, mint Nevada, Georgia és Észak-Karolina. Arizonában, ahol Trump kilenc ponttal vezetett Biden ellen, Harris öt pontos előnyt szerzett (és így a hibahatáron kívül került) a valószínűleg szavazó kategóriába tartozó polgárok között, illetve Nevadában és Georgiában jelentősen csökkent hátránya. Trump 2020-ban megnyerte Észak-Karolinát, ahol egy 2024. augusztusi NYT/Siena kutatás szerint 49–47 arányban elvesztette előnyét.

#### A jelölt
| Demokrata Párt                                          | Demokrata Párt                          |
| ------------------------------------------------------- | --------------------------------------- |
|                                                         |                                         |
| Elnökjelölt                                             | Alelnökjelölt                           |
| Kamala Harris                                           | Tim Walz                                |
| Az Amerikai Egyesült Államok alelnöke (2021–napjainkig) | Minnesota kormányzója (2019–napjainkig) |
|                                                         |                                         |

| Név           | Születési adatok (Életkor a választás napján)     | Tapasztalat | Állam      | Kampány bejelentése | Kampány                                      | Alelnökjelölt | For.            |
| ------------- | ------------------------------------------------- | --- | ---------- | ------------------- | -------------------------------------------- | ------------- | --------------- |
| Kamala Harris | 1964. október 20. (60 évesen) Oakland, Kalifornia | Az Amerikai Egyesült Államok alelnöke (2021–napjainkig) Az Egyesült Államok szenátora Kaliforniából (2017–2021) | Kalifornia | 2024. július 21.    | Kampány szócikkeBejelentve: 2024. július 21. | Tim Walz      | [ 193 ] [ 194 ] |

| Név       | Születési adatok (Életkor a választás napján)         | Tapasztalat | Állam    | Kampány                       | Kampány felfüggesztve            | Megnyert előválaszások                         | Szavazatszám (delegáltak)  | Alelnökjelölt | For.    |
| --------- | ----------------------------------------------------- | --- | -------- | ----------------------------- | -------------------------------- | ---------------------------------------------- | -------------------------- | ------------- | ------- |
| Joe Biden | 1942. november 20. (81 évesen) Scranton, Pennsylvania | Az Egyesült Államok 46. elnöke (2021–napjainkig; hivatalban) Az Egyesült Államok 47. alelnöke (2009–2017) Az Egyesült Államok szenátora Delaware államból (1973–2009) New Castle megye 4. kerületének tanácsosa (1971–1973) Demokrata elnökjelölt (1988 és 2008) | Delaware | Bejelentve: 2023. április 25. | 2024. július 21. (Harris javára) | 56 (Minden állam, Amerikai Szamoa kivételével) | 14 324 396 (3894 delegált) | Kamala Harris | [ 196 ] |

| Név           | Születési adatok (Életkor a választás napján)      | Tapasztalat | Állam     | Kampány bejelentve | Kampány felfüggesztve           | Kampány                       | Megnyert előválasztás | Szavazatszám        | For.            |
| ------------- | -------------------------------------------------- | --- | --------- | ------------------ | ------------------------------- | ----------------------------- | --------------------- | ------------------- | --------------- |
| Jason Palmer  | 1971. december 1. (52 évesen) Aberdeen, Maryland   | kockázati tőkebefektető | Maryland  | 2023. október 22.  | 2024. május 15. (Biden javára)  | Bejelentve: 2023. október 22. | 1 (Amerikai Szamoa)   | 20 926 (3 delegált) | [ 198 ]         |
| Dean Phillips | 1969. január 20. (55 évesen) Saint Paul, Minnesota | Az Egyesült Államok képviselője Minnesota államból (2019–napjainkig) A Phillips Distilling Company vezérigazgatója (2000–2012) | Minnesota | 2023. október 26.  | 2024. március 6. (Biden javára) | Bejelentve: 2023. október 26. | 0 (0,0%)              | 34 646              | [ 200 ] [ 201 ] |

### Függetlenek és másik pártok

#### Független jelöltek
| Független                        | Független       |
| -------------------------------- | --------------- |
|                                  |                 |
| Elnökjelölt                      | Alelnökjelölt   |
| Cornel West                      | Melina Abdullah |
| aktivista és egyetemi professzor | aktivista       |
|                                  |                 |

| Libertárius Párt | Libertárius Párt |
| ---------------- | ---------------- |
|                  |                  |
| Elnökjelölt      | Alelnökjelölt    |
| Chase Oliver     | Mike ter Maat    |
| üzletember       | közgazdász       |
|                  |                  |

| Zöld Párt   | Zöld Párt     |
| ----------- | ------------- |
|             |               |
| Elnökjelölt | Alelnökjelölt |
| Jill Stein  | Butch Ware    |
| orvos       | történész     |
|             |               |

### Visszalépett jelöltek
- Robert F. Kennedy Jr., amerikai jogász, író és oltásellenes aktivista. Először demokrata, majd független jelöltként. Trump javára lépett vissza.[202]

## Kampány

### Kampánytémák

#### Abortusz

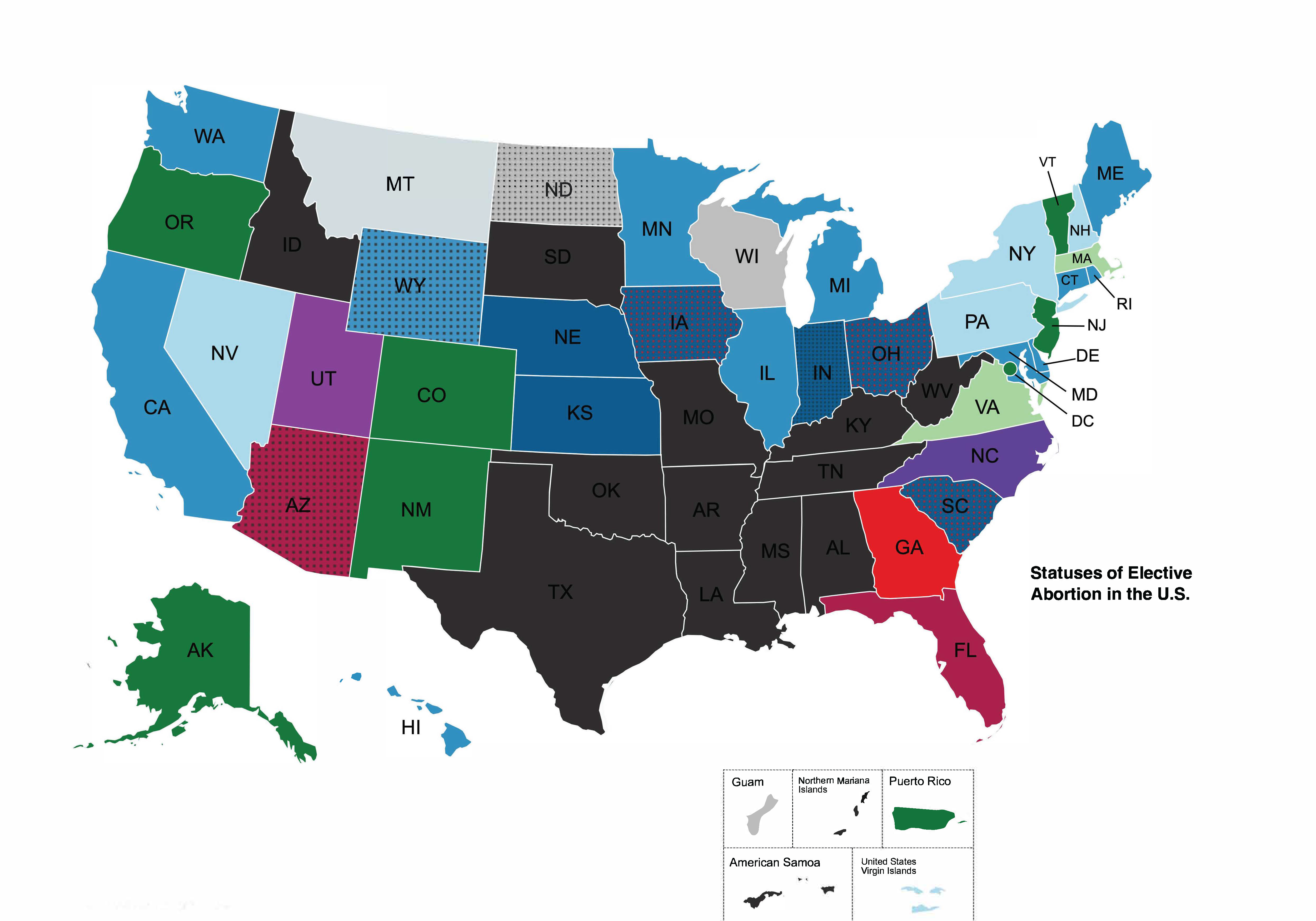
Abortuszjogok az Egyesült Államokban
Jelmagyarázat
Illegális
Nem egyértelmű legalitása vagy legális, de nincsenek abortuszt végző szervezetek
Legális az első szívsejt aktivitásig, ami leggyakrabban a 6. héten történik meg
Legális a 15. hétig (1. trimeszter)
Legális a 18. hétig
Legális a 20. hétig
Legális a 22. hétig (5 hónap)
Legális a magzat életképességéig (általában a 23–24. hét)
Legális a 24. hétig (5 és fél hónap)
Legális a második trimeszter végéig (általában a 27–28. hét
Bármikor legális

A Dobbs v. Jackson Women’s Health Organization ügy, amiről 2022 júniusában döntöttek és, ami véget vetett az ötven éve fennálló Roe kontra Wade által állított precedensnek, lehetőséget adva az államoknak, hogy teljesen betiltsák az abortuszt. A 2024-es választás idején a republikánus előválasztáson valószínűleg nagy szerepe lesz a témának. A jelöltek nagy része nem ért egyet, például Mike Pence volt alelnök támogatja az országos szintű tiltást, míg más lehetséges jelöltek inkább az államoknak adnák a döntést. A demokrata oldalon általában támogatják az abortuszt, amíg a magzat nem életképes a méhen kívül.
Biden többször is arra kérte a Kongresszust, hogy írják szövetségi törvénybe az abortuszhoz való jogot, míg Trump szerint miatta vonták vissza a Roe-t, de kritizálta a republikánusokat, amiért országos tiltásokat próbálnak elérni. Azt nyilatkozta, hogy az államok joga eldönteni, mit akarnak.

#### Bevándorlás
A választópolgárok köreiben a bevándorlás és a határvédelem az egyik legfontosabb választási téma. 2023-ban és 2024-ben is sok bevándorló lépett be a határon Mexikóból.

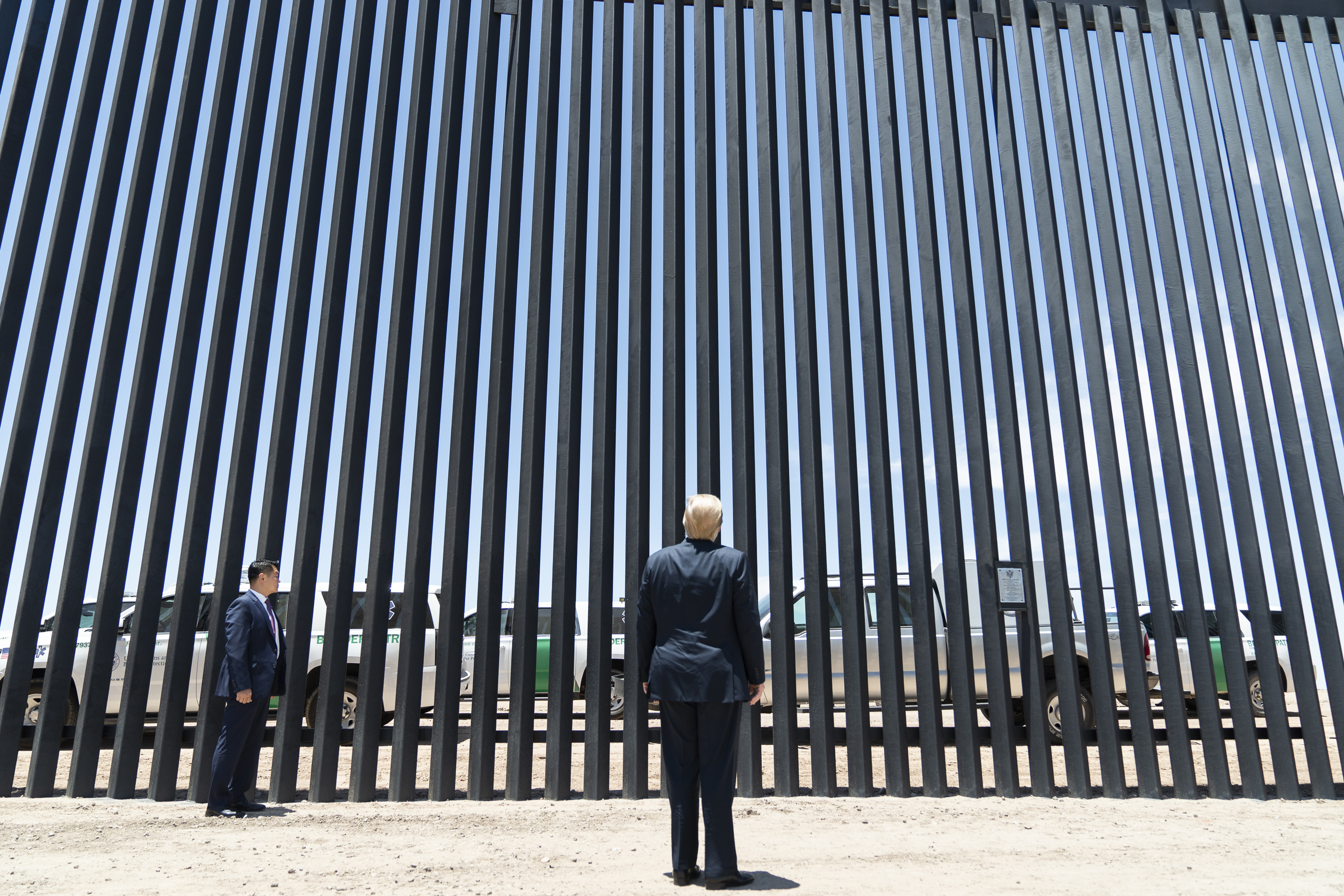
Donald Trump kijelentette, hogy befejezné falát a déli határon

Donald Trump kijelentette, hogy ha megválasztják megnövelné a deportálások számát, a határra küldené a hadsereget, egyre több embert tartóztatna le az ICE-on keresztül, többek között munkahelyi razziákkal. A The New York Times információi szerint Trump sokkal keményebb lenne bevándorlási politikájában, mint első elnöksége során, táborokba küldve a sok letartóztatott bevándorlót. Trump kijelentette, hogy az amerikai hadsereg használatával és táborok felépítésével 11 millió embert deportálna.
Biden szintén kijelentette, hogy megnövelné a határvédelem költségvetését, illetve megadná a lehetőséget az Egyesült Államokban tartózkodó személyeknek, hogy legálisan ott maradhassanak és később akár állampolgársággal is rendelkezhessenek. Ezek közé tartozna az is, hogy könnyebb legyen amerikai egyetemen végző külföldi diákok számára vízumot szerezni. A Biden-kormány idején egyre jobban büntették az illegálisan országba érkező bevándorlókat, de olyan országokból, mint Venezuela, Ukrajna, Nicaragua, Kuba és Haiti, védett állapotot adtak.
2024 februárjában Biden és kongresszusi képviselők megegyeztek egy kétpárti törvényjavaslatról, aminek következtében jobban biztosították a határt, sok konzervatív kérésnek eleget téve, illetve pénzt küldve Ukrajnának és Izraelnek. Ezt viszont Trump ellenezte, mert szerinte ez rontotta a republikánusok esélyeit, hogy a bevándorlási politikát kampánytémaként felhasználják. 2024. június 4-én Biden kiadott egy elnöki parancsot, ami szerint lezárták volna a határt, ha a napi illegális határátlépések napi átlaga átlépte a 2500-at egy hét során.
Trump bevándorló ellenessége egyre erősebb lett első elnöksége óta, és kritizálták, amiért dehumanizáló módon beszélt bevándorlókról. Egyesekről azt mondta, hogy „nem emberek,” hanem „állatok.” 2023 ősze óta az elnök gyakran azt nyilatkozta, hogy a bevándorlók „megmérgezik az ország vérét,” amit sokan Adolf Hitler náci diktátor kijelentéseihez hasonlítottak.

#### Demokrácia és választási folyamatok
A 2020-as választáson Donald Trump nem ismerte el vereségét, alaptalan szavazási csalásokkal vádolta a demokratákat. A republikánus kongresszusi képviselők és a Trump-kormány nagy része is segített ezeknek népszerűsítésében. Trump még 2022-ben se ismerte el az eredményeket. Trump és Biden is jelezte, hogy terveznek indulni a hivatalért 2024-ben, így nem kizárt a 2020-as választás újrajátszása, ami az első lenne az 1956-os választás óta.
Az se kizárt viszont, hogy 2020-hoz hasonlóan az egyik fél nem lenne hajlandó elfogadni az eredményt, vagy nem lenne hajlandó jóváhagyni egy-egy állam választási eredményét. A 2022-es választások idején a republikánus jelöltek nagy része azon a véleményen volt vagy arra utalt, hogy a 2020-as választást ellopták a párttól. A 2022-es választások idején is fontos téma volt a választások legitimitása és ez volt az egyik fő oka, amiért a demokraták túlteljesítették az elvárásokat. A New York Times szerint több, mint 200 választástagadó jelöltet választottak meg országszerte. 2022 augusztusában Ali Alexander, aki a Capitolium ostroma előtti egyik tüntetést rendezte, azt nyilatkozta, hogy 2025-ben vissza fog térni az épülethez. Az FBI igazgatója is jelezte, hogy a szélsőjobboldali terrorizmus veszélye egyre elterjedtebb az országban.

#### A jelöltek életkora
Annak a lehetősége, hogy Joe Biden és Trump lesz ismét a két jelölt, aggodalmat okozott a két férfi életkora miatt.
Az Associated Press-NORC Center for Public Affairs Research által készített közvéleménykutatás szerint sokan úgy érzik, hogy az, hogy Biden 81 éves lesz a választás idején probléma, hiszen valaki más, aki fiatalabb, jobban megfelelne a stresszel járó pozíció betöltésére. Az Associated Press februári kutatása szerint a demokraták mindössze 37%-a érzi úgy, hogy Bidennek kéne indulnia (ez a szám az előző év októberében 52% volt). Egyes demokraták arra szólították az elnököt, hogy lépjen vissza egy fiatalabb jelölt révére. Tizenöt meginterjúvolt demokrata tisztviselő közül mind jelezték, hogy vannak aggodalmaik az elnökkel kapcsolatban, ha esetleg újraválasztják. Azt követően, hogy Biden életkora ismét téma lett a első elnökjelölti vita után, egyes demokrata tanácsadók több, fiatalabb politikust javasoltak helyére, mint Gretchen Whitmer vagy Gavin Newsom.
Ehhez hasonlóan Trump életkora is fontos szerepet játszhat a választáson. Nikki Haley, az egyik republikánus jelölt azzal kezdte kampányát, hogy egy generációváltást kért a republikánus párttól és azt, hogy minden politikusnak vissza kelljen vonulnia a politikától 75 éves korában. Fiatal kora előnyt jelenthetett volna Ron DeSantis kormányzónak, aki szintén elindult a republikánus előválasztáson, de 2024 elején visszalépett.

#### A keresztény jobboldal befolyása
A Trump-éra idején a szélsőjobboldali, illiberális mozgalmak egyre népszerűbbek lettek a keresztény jobboldal tagjai között, valamilyen szinten mainstream elfogadottságot szerezve. Vezetői leginkább fundamentalista katolikusok, bár egyes esetekben mormonok és más keresztények is támogatják.
Marjorie Taylor Greene kongresszusi képviselő magát keresztény nacionalistának nevezte, míg Lauren Boebert és Mary Miller is támogatták a mozgalmat. Nick Fuentes szintén azok között volt, akik kifejezték támogatásukat a keresztény nacionalizmus felé. Ron DeSantis floridai kormányzó több politikai lépése és szóhasználata is megegyezett a keresztény nacionalizmus ideológiájával. Véleménye szerint az ország alapítói nem akarták, hogy az állam és az egyház szét legyen választva. Doug Mastriano egyike a keresztény nacionalistáknak az országban és 2022-ben indult politikai hivatalért, hogy „visszaszerezze a kormányt Istennek.”

#### Külpolitika
A választás évében nagy szerepet játszott a kampányokban az Izrael–Hamász-háború és Oroszország Ukrajna elleni inváziója.
Az Egyesült Államok sok pénzügyi és katonai támogatást adott Ukrajnának az orosz invázió idején, 2022 óta. Demokrata politikusok és sok republikánus is támogatta ezt a tervezetet, hiszen véleményük szerint az országnak nagy szerepe van a „demokrácia védelmében.” Egyes jelöltek, mint Ron DeSantis és Donald Trump viszont kifejezték, hogy szerintük nem kellene ekkora fontosságot helyezni Ukrajna védelmére. Vivek Ramaswamy azon a véleményen volt, hogy meg kell szüntetni a támogatást Ukrajnának és elismerni az Oroszország által annexált ukrán területeket.
A közel-keleti konfliktus közben Biden határozottan kijelentette, hogy az Egyesült Államok meg fogja védeni Izraelt és katonai támogatást is ajánlott az országnak, illetve elítélte a palesztin katonai szervezeteket, terroristának nevezve őket. Biden a Kongresszustól 10,6 milliárd dollárnyi támogatást kért Izraelnek. Izrael támogatását több progresszív és muszlim vezető is kritizálta, akik sokan kijelentették, hogy nem fognak az elnökre szavazni. Kennedy elítélte a Hamász támadásait izraeli civilek ellen és támogatta Izrael segítését. Trump szintén támogatja Izrael megsegítését, de kritizálta az ország miniszterelnökét, Benjámín Netanjáhút, méltatva a Hezbollaht.

#### LMBT-jogok

Az azonos neműek házasságának jogi helyzete államonként.
Jelmagyarázat
Alkotmánymódosítások elismerik az azonos neműek házasságát
Alkotmánymódosítások nem teszik illegálissá a bejegyzett élettársi kapcsolatok elismerését
Alkotmánymódosítások illegálissá teszik az azonos neműek házasságát
Alkotmánymódosítások illegálissá teszik az azonos neműek házasságát és bejegyzett élettársi kapcsolatokat
Alkotmánymódosítások illegálissá teszik az azonos neműek házasságát, bejegyzett élettársi kapcsolatokat és minden házassághoz hasonló szerződést nem házas személyek között

Az LMBT-jogok az Egyesült Államokban, főleg az azonos neműek házassága várhatóan fontos téma lesz a 2024-es kampány során. A Legfelsőbb Bíróság jelenlegi összeállításának köszönhetően nagy kérdés lett, hogy a jelenlegi konzervatív többség vissza fogja-e vonni a 2015-ös Obergefell v. Hodges döntést, amiben leírták, hogy a házasság alapvető, alkotmányos joga volt az azonos nemű pároknak. Visszavonás esetében az államok nagy részében nem lenne legális az azonos neműek házassága, de a Respect for Marriage Act szövetségi szinten kötelezi az államokat, hogy más államokban kötött házasságokat elismerjenek. Több, úgynevezett „zombitörvény” is van országszerte, ami aktiválódna, ha visszavonnák az Obergefell döntést.

Nem megváltoztatása hivatalos dokumentumokon
Jelmagyarázat
A hivatalos dokumentumokon szereplő nem megváltoztatásához nem szükséges nemi megerősítő műtét.
A hivatalos dokumentumokon szereplő nem megváltoztatásához szükséges nemi megerősítő műtét.
A hivatalos dokumentumokon szereplő nem megváltoztatása nem lehetséges
Nem egyértelmű

A Public Religion Research Institute szerint:
Azonos nemű párok legálisan csak Washington fővárosban és 18 államban házasodhatnának össze (ha visszavonják az Obergefellt): Connecticut, Delaware, Hawaii, Illinois, Iowa, Kalifornia, Maine, Maryland, Massachusetts, Minnesota, Nevada, New Hampshire, New Jersey, New York, Rhode Island, Új-Mexikó, Vermont és Washington. A többi államban be lenne tiltva.
A Human Rights Campaign számításai szerint 2023 márciusáig 410 LMBT-ellenes javaslatot mutattak be az államokban az évben, amik közül 180-at transznemű személyek jogai elleni támadásnak céloztak. Egy februári kampányüzenetben Donald Trump azt nyilatkozta, hogy ha újraválasztják elfogadtatna egy szövetségi törvényt, ami csak két nemet fogadna el és szerinte a transzneműséget a „radikális baloldal” találta ki. Ron DeSantis, akit sokáig Trump legnagyobb republikánus kihívójának tekintettek, bepereltetne orvosokat, akik 18 éven aluli személyeknek nemi megerősítő ellátást adnak.

#### Oktatás
Biden elnöksége idején összesen több, mint 32 milliárd dollárnyi diákhitel visszafizetését engedte el a szövetségi kormány, főleg hátrányos helyzetű polgárokra koncentrálva. 2022 augusztusában bemutattak egy tervezetet, ami szerint minden 125 ezer dollárnál kevesebbet kereső egyedül élő vagy 250 ezer dollárnál kevesebbet kereső házas személyek esetében elengedtek volna 10 ezer dollárnyi kölcsönt. Az összeg húszezer lett volna a Pell Grant alatt kölcsönt vállaló polgároknak. 2023 júniusában a Legfelsőbb Bíróság viszont törvényellenesnek nevezte ezt a lépést.
Egyes republikánus jelöltek nagyon fontosnak tartják az oktatás témáját. Több államban is betiltották a kritikus fajelmélet tanítását, ami a fajok közötti egyenlőtlenségről oktat. Az ilyen törvények támogatói szerint a faji identitás tanítása nem való az iskolákba. A törvények ellenzői viszont úgy gondolják, hogy ezen tudomány oktatásának megakadályozása célja, hogy eltüntessék az afroamerikai polgárok történelmét az országban. Egyes konzervatív gondolkodók, a Project 2025 részeként, javasolták az Oktatási Minisztérium megszüntetését is, az oktatás keresztény értékek szerinti folytatását. Programjait törölnék vagy más minisztériumoknak adnák át.

### Elnökjelölti viták
2022-ben a Republikánus Nemzeti Bizottság úgy döntött, hogy visszalép a Commission on Presidential Debatestől, ami általában az eseményeket rendezte. 2024 májusában a Biden-kampány javasolt két vitát, amikbe a Trump-kampány beleegyezett. A második vitába végül a Harris-kampány is beleegyezett, míg Trump fenyegetőzött, hogy nem fog megjelenni, bár később ismét elkötelezte magát szeptember 10. mellett.

#### Június 27.

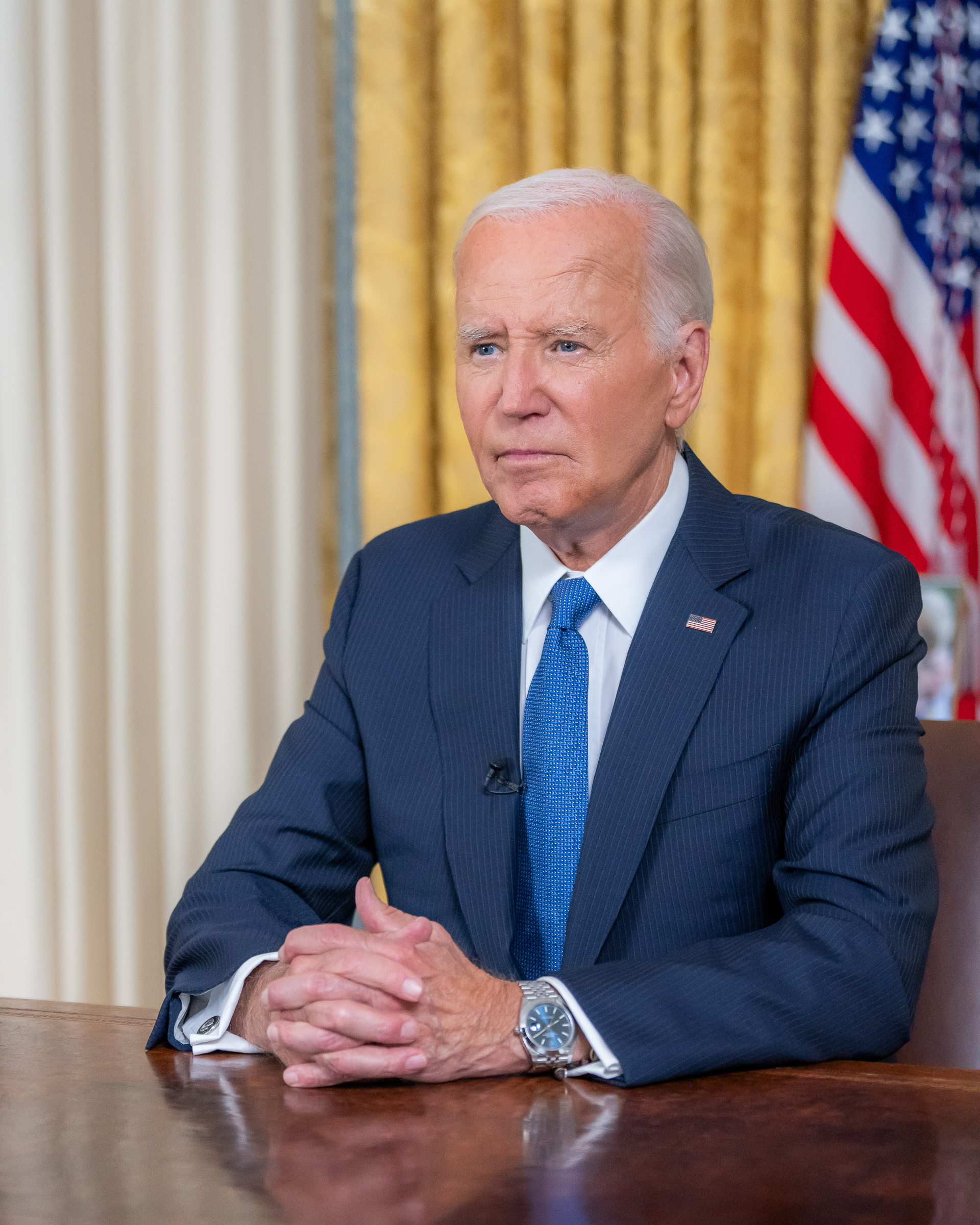
Az első jelölti vita sikertelensége következtében Joe Biden visszalépett a választástól

Az első vitát június 27-én tartották és Biden szempontjából nagyon gyengén sikerült, az is szóba esett a Demokrata Párton belül, hogy leváltják elnökjelöltjüket, amit egy közvélemény-kutatás szerint a szavazók 60%-a támogatott volna. Trump sokkal jobban teljesített, bár kijelentései általában tele voltak hazugságokkal.
A vita 90 percig tartott, két három és fél perces reklámszünettel. A megszokottól eltérően nem voltak nézők a stúdióban. Trump és Biden mikrofonjait kikapcsolták, mikor éppen nem az egyik félnek adtak időt beszélni, hogy elkerüljék a 2020-as káoszt a viták közben. A CNN szabályai szerint mindkét félnek kér perce volt megválaszolni a feltett kérdéseket, amit követően a másik fél egy perc alatt válaszolhatott.
Biden és Trump nem fogtak kezet, amikor a színpadra léptek, a legtöbbször érintett témák a bevándorlás, gazdaság, infláció, terhességmegszakítás, külpolitika, az ukrajnai, illetve közel-keleti háborúk, a jelöltek jogi problémái, Január 6., a résztvevők életkora és társadalombiztosítás voltak. A vita az infláció megemlítésével kezdődött, amit Biden gyorsan Trump elnökségére fogott. Trump erre azzal válaszolt, hogy kijelentette, hogy „az ország történelme legjobb gazdaságát építettem fel” a Covid19-pandémia előtt. A vita közben a két fél összeveszett golfozási képességeiken.
Trump többet beszélt, mint Biden, a CNN adatai szerint 40 percet és 21 másodpercet, míg az utóbbi csak 35 percet és 41 másodpercet. A vita közben mindketten támadták egymást személyesen, Trump azt mondta az elnökről, hogy egy „nagyon rossz palesztin,” a palesztin szót sérelemként használva, amit sokan rasszizmusként értékeltek. A műsorvezetők nem kérdőjelezték meg a jelöltek hamis állításait, a The New York Times szerint Trump nagyon sok félrevezető kijelentést tett. Bidennek nehezére esett válaszolni, gyakran nagyon gyengének tűnt.

##### Demokrata reakciók
Egy órával a vita kezdete után a Biden-kampány megosztotta, hogy az elnök beteg volt. Biden átesett egy Covid19-teszten is, miközben felkészült a Camp David rezidencián, ami negatív volt. Biden nem sokkal a vita után részt vett egy eseményen, ahol energetikus volt, szavazóit méltatva. A CBS egyik műsorvezetője kijelentette, hogy úgy tűnt meggyógyult.
Összességében a demokraták védeni próbálták az elnöküket, John Fetterman és Jim Clyburn is arra szólította fel kollégáit, hogy nyugodjanak le. Ezek mellett korábbi demokrata elnökök, mint Bill Clinton és Barack Obama is felszólaltak Biden mellett. Ennek ellenére voltak, akik sokkal kritikusabbak voltak, Kate Bedingfield politikai tanácsadó kijelentette, hogy teljesítménye semmilyen szempontból nem volt jó, míg David Axelrod hozzátette, hogy úgy tűnt Biden bepánikolt a vita elején, amivel csak „megerősítette az emberek félelmeit.” Van Jones demokrata stratéga kijelentette, hogy Biden nem volt képes sikeresen átesni a teszten, amivel lenyugtathatta volna az amerikai népet, szavazóinak reakciója „nem csak pánik, hanem fájdalom” is volt. Rosemarie DeAngelis szerint ugyan Biden jó válaszokat adott Trumpnak, energiája nem volt elég és megkérdőjelezte, hogy képes lesz-e fenntartani magát az elnök a választás napjáig. Julian Castro demokrata elnökjelölt kijelentette, hogy az eredmény várható volt. Andrew Yang, aki 2020-ban indult a demokrata jelölésért, kijelentette, hogy Bident le kell váltani.
Biden végül 2024. július 21-én lépett vissza a választástól.

#### Szeptember 10.
A szeptember 10-i elnökjelölti vitát Philadelphiában, Pennsylvaniában rendezték meg, a Nemzeti Alkotmányközpontban. Trump augusztus 2-án kijelentette, hogy nem fog részt venni az eseményen, mert nem Biden a jelölt, és inkább a Fox News műsorán akart megjelenni hat nappal korábban. Harris erre válaszként azt nyilatkozta, hogy szeptember 10-én ott lesz a vita helyszínen, akkor is, ha Trump nem hajlandó megjelenni.  Trump augusztus 27-én újra elkötelezte magát a vita mellett.
Harris Pittsburgh városában készült fel, Trump szerepét Philippe Reines tanácsadó vette fel.
A második vita sokkal jobban sikerült a demokraták számára, a CNN/SSRS közvélemény-kutatása szerint a nézők 63%-a úgy gondolta, hogy Harris nyerte a vitát. Az eseményt követően Trump kijelentette, hogy nem hajlandó ismét részt venni egy vitán a demokrata elnökjelölt ellen.

#### Október
2024. szeptember 12-én a CBS News meghívta mindkét elnökjelöltet egy vitára az Arizonai Állami Egyetemre, annak ellenére, hogy Trump az előző nap kijelentette, hogy nem hajlandó ismét vitázni. Végül nem került megrendezésre a vita.

#### Lista
| 1 | 2024. június 27. 21:00 (EDT)           | CNN                      | Atlanta, Georgia           | Jake Tapper Dana Bash   | R       | N/A     | R       |
| 2 | 2024. szeptember 10. 21:00 (EDT)       | ABC News                 | Philadelphia, Pennsylvania | David Muir Linsey Davis | V       | R       | R       |
| 3 | 2024. szeptember 16. 21:00–22:30 (EDT) | Texasi Állami Egyetem    | San Marcos, Texas          | Nincs                   | Törölve | Törölve | Törölve |
| 4 | 2024. október 1. 21:00 –22:30 (EDT)    | Virginiai Állami Egyetem | Petersburg, Virginia       | Nincs                   | Törölve | Törölve | Törölve |
| 5 | 2024. október 9. 21:00 –22:30 (EDT)    | Utahi Egyetem            | Salt Lake City, Utah       | Nincs                   | Törölve | Törölve | Törölve |

| – | 2024. szeptember 25. 21:00–22:30 (EDT) | Lafayette Főiskola | Easton, Pennsylvania    | Törölve                          | Törölve | Törölve | Törölve |
| 1 | 2024. október 1.                       | CBS News           | New York City, New York | Margaret Brennan Norah O’Donnell | N/A     | R       | R       |

## Eredmények
A szokásokhoz hasonlóan a hat fős népességgel rendelkező New Hampshire-i Dixville Notch-ban kezdődött meg a szavazás először, november 5. 00:01-kor helyi idő szerint. Itt a hat lakosból három adta le szavazatát Trumpra, három Harrisre. A szavazóhelyiségek nyitása államonként – esetekben megyénként – különböző, egyes államok már reggel hat körül megnyitottak, míg például Kalifornia csak keleti parti idő szerint tízkor. A legtöbb államban este nyolcig lehet szavazni, ezt követően kezdik el kiadni az előzetes eredményeket.

### Országos eredmény
Feldolgozottság: 
| Jelölt (elnök/alelnök)                  | Párt     | Kapott szavazatok | Kapott szavazatok | Megszerzett elektorok | Megszerzett elektorok |
| Jelölt (elnök/alelnök)                  | Párt     | Szavazatszám      | %                 | Elektorok száma       | %                     |
| --------------------------------------- | -------- | ----------------- | ----------------- | --------------------- | --------------------- |
| Donald Trump / J. D. Vance              |          | 77 302 580        | 49,80%            | 312                   | 57,99%                |
| Kamala Harris / Tim Walz                |          | 75 017 613        | 48,32%            | 226                   | 42,01%                |
| Jill Stein / Butch Ware                 |          | 862 049           | 0,56%             | 0                     | 0,0%                  |
| Robert F. Kennedy Jr. / Nicole Shanahan | FÜGG     | 756 393           | 0,49%             | 0                     | 0,0%                  |
| Chase Oliver / Mike ter Maat            |          | 650 126           | 0,42%             | 0                     | 0,0%                  |
| Egyéb                                   | Egyéb    | 649 541           | 0,42%             | 0                     | 0,0%                  |
| Összesen                                | Összesen | 155 238 302       | 100%              | 538                   | 100%                  |

### Eredmény államonként
A szavazatszámok még nem a véglegesek, a választást követően változhatnak.
Jelmagyarázat
- Demokrata győzelem
- Republikánus győzelem
- A győztes még nem dőlt el

| Állam                | Elektorok száma | Harris–Walz | Harris–Walz | Kapott elektor | Trump–Vance | Trump–Vance | Kapott elektor | Oliver–ter Maat | Oliver–ter Maat | Stein–Ware | Stein–Ware | Egyéb    | Egyéb |
| Állam                | Elektorok száma | Szavazat    | %           | Kapott elektor | Szavazat    | %           | Kapott elektor | Szavazat        | %               | Szavazat   | %          | Szavazat | %     |
| Alabama              | 9               | 767 159     | 34,2%       | 0              | 1 454 170   | 64,8%       | 9              | 4 816           | 0,2%            | 4 384      | 0,2%       | 11 999   | 0,5%  |
| Alaszka              | 3               | 123 626     | 40,9%       | 0              | 166 383     | 55,1%       | 3              | 2 656           | 0,9%            | 2 009      | 0,7%       | 7 350    | 2,5%  |
| Arizona              | 11              | 1 561 603   | 46,7%       | 0              | 1 746 082   | 52,2%       | 11             | 17 595          | 0,5%            | 17 954     | 0,5%       | —        | —     |
| Arkansas             | 6               | 394 783     | 33,6%       | 0              | 754 458     | 64,2%       | 6              | 5 688           | 0,5%            | 4 254      | 0,4%       | 16 422   | 1,4%  |
| Colorado             | 10              | 1 374 175   | 54,6%       | 10             | 1 084 812   | 43,1%       | 0              | 15 308          | 0,6%            | 10 662     | 0,4%       | 33 032   | 1,2%  |
| Connecticut          | 7               | 791 926     | 54,5%       | 7              | 636 546     | 43,8%       | 0              | 5 760           | 0,4%            | 11 700     | 0,8%       | 7 139    | 0,5%  |
| Delaware             | 3               | 285 368     | 56,5%       | 3              | 212 546     | 42,0%       | 0              | 2 021           | 0,4%            | —          | —          | 5 485    | 1,1%  |
| Dél-Dakota           | 3               | 127 709     | 33,0%       | 0              | 249 864     | 64,6%       | 3              | 2 508           | 0,7%            | —          | —          | 6 582    | 1,7%  |
| Dél-Karolina         | 9               | 1 014 641   | 40,5%       | 0              | 1 453 748   | 58,1%       | 9              | 12 534          | 0,5%            | 8 004      | 0,3%       | 14 991   | 0,6%  |
| District of Columbia | 3               | 255 899     | 92,4%       | 3              | 18 669      | 6,7%        | 0              | —               | —               | —          | —          | 2 349    | 0,8%  |
| Észak-Dakota         | 3               | 112 070     | 30,8%       | 0              | 246 033     | 67,5%       | 3              | 6 252           | 1,7%            | —          | —          | —        | —     |
| Észak-Karolina       | 16              | 2 683 995   | 47,7%       | 0              | 2 875 538   | 51,1%       | 16             | 24 283          | 0,4%            | 24 283     | 0,4%       | 18 644   | 0,3%  |
| Florida              | 30              | 4 676 445   | 43,0%       | 0              | 6 102 930   | 56,1%       | 30             | 31 900          | 0,3%            | 43 018     | 0,4%       | 25 284   | 0,2%  |
| Georgia              | 16              | 2 533 822   | 48,5%       | 0              | 2 651 206   | 50,8%       | 16             | 20 575          | 0,4%            | 18 095     | 0,3%       | —        | —     |
| Hawaii               | 4               | 276 296     | 62,2%       | 4              | 160 513     | 36,1%       | 0              | 2 180           | 0,5%            | 3 229      | 0,7%       | 2 225    | 0,5%  |
| Idaho                | 4               | 251 486     | 30,7%       | 0              | 544 968     | 66,5%       | 4              | 4 071           | 0,5%            | 2 733      | 0,3%       | 15 580   | 1,9%  |
| Illinois             | 19              | 2 770 580   | 53,3%       | 19             | 2 351 523   | 45,3%       | 0              | —               | —               | —          | —          | 74 584   | 1,4%  |
| Indiana              | 11              | 1 114 106   | 39,4%       | 0              | 1 668 613   | 58,9%       | 11             | 19 926          | 0,7%            | —          | —          | 28 671   | 1,0%  |
| Iowa                 | 6               | 700 248     | 42,6%       | 0              | 916 211     | 55,9%       | 6              | 7 123           | 0,4%            | —          | —          | 15 252   | 0,9%  |
| Kalifornia           | 54              | 5 607 286   | 57,3%       | 54             | 3 920 709   | 40,1%       | 0              | 78 020          | 0,8%            | 36 114     | 0,4%       | 139 425  | 1,4%  |
| Kansas               | 6               | 523 110     | 40,8%       | 0              | 735 428     | 57,4%       | 6              | 7 276           | 0,6%            | —          | —          | 15 599   | 1,2%  |
| Kentucky             | 8               | 700 606     | 33,9%       | 0              | 1 335 516   | 64,6%       | 8              | 6 405           | 0,3%            | 7 531      | 0,4%       | 17 758   | 0,9%  |
| Louisiana            | 8               | 766 405     | 38,2%       | 0              | 1 208 233   | 60,2%       | 8              | 6 831           | 0,3%            | 7 136      | 0,4%       | 17 619   | 0,8%  |
| Maine                | 2               | 430 795     | 52,1%       | 0              | 374 972     | 45,4%       | 2              | 7 041           | 0,9%            | 9 013      | 1,1%       | 4 836    | 0,5%  |
| Maine 1-es körzet    | 1               | 197 804     | 59,8%       | 1              | 125 517     | 37,2%       | 0              | 2 629           | 0,8%            | 4 504      | 1,3%       | 2 693    | 0,8%  |
| Maine 2-es körzet    | 1               | 139 503     | 45,1%       | 0              | 163 342     | 52,8%       | 1              | 1 975           | 0,6%            | 3 272      | 1,1%       | 1 492    | 0,2%  |
| Maryland             | 10              | 1 485 253   | 60,2%       | 10             | 920 393     | 37,3%       | 0              | 12 777          | 0,5%            | 26 028     | 1,1%       | 24 277   | 1,0%  |
| Massachusetts        | 11              | 1 990 606   | 61,6%       | 11             | 1 170 777   | 36,2%       | 0              | 16 555          | 0,5%            | 24 443     | 0,8%       | 28 986   | 0,9%  |
| Michigan             | 15              | 2 724 029   | 48,4%       | 0              | 2 804 647   | 49,7%       | 15             | 22 599          | 0,4%            | 44 697     | 0,8%       | 42 729   | 0,7%  |
| Minnesota            | 10              | 1 656 395   | 51,1%       | 10             | 1 518 389   | 46,8%       | 0              | 15 609          | 0,5%            | 16 647     | 0,5%       | 35 024   | 1,1%  |
| Mississippi          | 6               | 404 063     | 37,7%       | 0              | 655 094     | 61,1%       | 6              | 2 295           | 0,2%            | 1 672      | 0,2%       | 8 660    | 0,8%  |
| Missouri             | 10              | 1 190 806   | 40,1%       | 0              | 1 739 020   | 58,5%       | 10             | 23 754          | 0,8%            | 16 956     | 0,6%       | —        | —     |
| Montana              | 4               | 205 090     | 38,0%       | 0              | 318 012     | 58,9%       | 4              | 3 679           | 0,7%            | 2 407      | 0,5%       | 10 415   | 1,9%  |
| Nebraska             | 2               | 353 106     | 38,5%       | 0              | 551 343     | 60,2%       | 2              | 6 113           | 0,7%            | 2 705      | 0,3%       | 6 113    | 0,3%  |
| Nebraska 1-es körzet | 1               | 129 714     | 42,4%       | 0              | 172 335     | 56,3%       | 1              | 2 298           | 0,8%            | 931        | 0,3%       | 988      | 3%    |
| Nebraska 2-es körzet | 1               | 153 618     | 51,2%       | 1              | 142 486     | 47,5%       | 0              | 1 855           | 0,6%            | 1 011      | 0,3%       | 1 033    | 0,3%  |
| Nebraska 3-as körzet | 1               | 69 774      | 22,5%       | 0              | 236 522     | 76,3%       | 1              | 763             | 0,6%            | 236 522    | 0,3%       | 863      | 0,3%  |
| Nevada               | 6               | 703 902     | 47,5%       | 0              | 750 095     | 50,6%       | 6              | 6 055           | 0,4%            | —          | —          | 22 358   | 1,5%  |
| New Hampshire        | 4               | 389 834     | 51,0%       | 4              | 366 233     | 48,0%       | 0              | 4 113           | 0,5%            | 3 398      | 0,5%       | —        | —     |
| New Jersey           | 14              | 2 083 454   | 51,5%       | 14             | 1 885 762   | 46,6%       | 0              | 9 871           | 0,2%            | 35 323     | 0,9%       | 31 954   | 0,7%  |
| New York             | 28              | 4 332 759   | 55,8%       |                | 3 430 914   | 44,2%       |                | —               | —               | —          | —          | —        | —     |
| Nyugat-Virginia      | 4               | 210 223     | 27,9%       | 0              | 527 704     | 70,2%       | 4              | 2 995           | 0,4%            | 2 482      | 0,3%       | 8 842    | 1,2%  |
| Ohio                 | 17              | 2 476 003   | 43,9%       | 0              | 3 116 579   | 55,2%       | 17             | 27 502          | 0,5%            | —          | —          | 22 505   | 0,4%  |
| Oklahoma             | 7               | 499 043     | 31,9%       | 0              | 1 035 217   | 66,2%       | 7              | 9 184           | 0,6%            | —          | —          | 21 129   | 1,3%  |
| Oregon               | 8               | 941 364     | 54,9%       | 8              | 729 805     | 42,5%       | 0              | 5 937           | 0,3%            | 11 395     | 0,7%       | 27 865   | 1,7%  |
| Pennsylvania         | 19              | 3 296 110   | 48,4%       | 0              | 3 449 314   | 50,6%       | 19             | 32 361          | 0,5%            | 33 369     | 0,5%       | —        | —     |
| Rhode Island         | 4               | 274 152     | 55,4%       | 4              | 209 877     | 42,4%       | 0              | 1 569           | 0,3%            | 2 768      | 0,6%       | 6 363    | 1,3%  |
| Tennessee            | 11              | 1 055 039   | 34,5%       | 0              | 1 964 499   | 64,2%       | 11             | —               | —               | 8 969      | 0,3%       | 32 227   | 1,0%  |
| Texas                | 40              | 4 794 474   | 42,4%       | 0              | 6 367 262   | 56,3%       | 40             | 68 759          | 0,6%            | 82 148     | 0,7%       | —        | —     |
| Utah                 | 6               | 368 257     | 38,9%       | 0              | 557 685     | 58,9%       | 6              | 8 543           | 0,9%            | 4 005      | 0,4%       | 9 110    | 1,0%  |
| Új-Mexikó            | 5               | 469 975     | 51,6%       | 5              | 419 248     | 46,1%       | 0              | 3 666           | 0,4%            | 4 497      | 0,5%       | 12 654   | 1,4%  |
| Vermont              | 3               | 235 689     | 64,3%       | 3              | 119 349     | 32,6%       | 0              | 1 826           | 0,5%            | —          | —          | 9 377    | 2,5%  |
| Virginia             | 13              | 2 228 673   | 51,8%       | 13             | 2 004 177   | 46,6%       | 0              | 18 803          | 0,4%            | 32 225     | 0,8%       | 16 406   | 0,4%  |
| Washington           | 12              | 1 527 827   | 58,6%       | 12             | 1 019 146   | 39,1%       | 0              | 8 247           | 0,3%            | 13 309     | 0,5%       | 37 873   | 1,4%  |
| Wisconsin            | 10              | 1 667 990   | 48,9%       | 0              | 1 697 514   | 49,7%       | 10             | 10 501          | 0,3%            | 12 273     | 0,4%       | 26 518   | 0,7%  |
| Wyoming              | 3               | 69 508      | 26,1%       | 0              | 192 576     | 72,3%       | 3              | 4 191           | 1,6%            | —          | —          | —        | —     |
| Összesen             | 538             |             |             |                |             |             |                |                 |                 |            |            |          |       |

Jelmagyarázat
- A „–”-vel jelölt államokban az adott párt nem szerepel a szavazólapon.

## Államok PVI-jelzői
Az Egyesült Államokban a leggyakrabban használt eszköz a választási eredmények előrejelzésére a Cook Partisan Voting Index. Ez az alábbi kategóriákba sorolja az államokat, az alapján, hogy mennyire valószínű, hogy az egyik pártot támogatnák:
- egyenlő: egyik pártnak sincs előnye
- hajlik: az egyik pártnak nagyon minimális előnye van az államban (Ezt a kategóriát nem minden esetben használják, gyakran rögtön a dőlés a második.)
- dőlés: az egyik pártnak kicsi előnye van az államban
- valószínű: nagy, de leküzdhető előny
- biztos: szinte biztos győzelem

Az alábbi listán azon államok szerepelnek, amelyek legalább egy forrás szerint nem a biztos kategóriába tartoznak
| Állam          | Elektorok | PVI      | 2020-as eredmény | 2020-as különbség | IE okt. 31.                       | Cook nov. 1.                      | CNalysis nov. 1.                  | Sabato szept. 25.                 | CNN okt. 8.                       | DDHQ nov. 3.                      | 538 okt. 31.                      | Economist nov. 1.                 | YouGov nov. 1.                    |
| -------------- | --------- | -------- | ---------------- | ----------------- | --------------------------------- | --------------------------------- | --------------------------------- | --------------------------------- | --------------------------------- | --------------------------------- | --------------------------------- | --------------------------------- | --------------------------------- |
| Colorado       | 10        | D+4      | 55,4% D          | 13,50%            | Biztos D                          | Biztos D                          | Biztos D                          | Biztos D                          | D-dőlés                           | Valószínű D                       | Biztos D                          | Biztos D                          | Biztos D                          |
| Új-Mexikó      | 5         | D+3      | 54,3% D          | 10,79%            | Biztos D                          | Valószínű D                       | Biztos D                          | Valószínű D                       | D-dőlés                           | Valószínű D                       | Valószínű D                       | Valószínű D                       | Biztos D                          |
| Virginia       | 13        | D+3      | 54,1% D          | 10,11%            | Valószínű D                       | Valószínű D                       | Biztos D                          | Valószínű D                       | D-dőlés                           | Valószínű D                       | Valószínű D                       | Valószínű D                       | Biztos D                          |
| Maine          | 2         | D+2      | 53,1% D          | 9,07%             | Valószínű D                       | Valószínű D                       | Biztos D                          | Valószínű D                       | Biztos D                          | Valószínű D                       | Valószínű D                       | Valószínű D                       | Biztos D                          |
| New Hampshire  | 4         | D+1      | 52,7% D          | 7,35%             | D-dőlés                           | Valószínű D                       | Biztos D                          | Valószínű D                       | D-dőlés                           | D-dőlés                           | Valószínű D                       | Valószínű D                       | Biztos D                          |
| Minnesota      | 10        | D+1      | 52,4% D          | 7,11%             | D-dőlés                           | Valószínű D                       | Biztos D                          | Valószínű D                       | D-dőlés                           | D-dőlés                           | Valószínű D                       | Valószínű D                       | Valószínű D                       |
| Nebraska 2.    | 1         | DÖNT     | 52,0% D          | 6,50%             | D-dőlés                           | Valószínű D                       | Valószínű D                       | Valószínű D                       | D-dőlés                           | Valószínű D                       | Valószínű D                       | Valószínű D                       | Egyenlő                           |
| Michigan       | 15        | R+1      | 50,6% D          | 2,78%             | Egyenlő                           | Egyenlő                           | D-hajlás                          | Egyenlő                           | Egyenlő                           | Egyenlő                           | Egyenlő                           | Egyenlő                           | D-dőlés                           |
| Nevada         | 6         | R+1      | 50,1% D          | 2,39%             | Egyenlő                           | Egyenlő                           | Egyenlő                           | Egyenlő                           | Egyenlő                           | Egyenlő                           | Egyenlő                           | Egyenlő                           | Egyenlő                           |
| Pennsylvania   | 19        | R+2      | 50,0% D          | 1,16%             | Egyenlő                           | Egyenlő                           | D-hajlás                          | Egyenlő                           | Egyenlő                           | Egyenlő                           | Egyenlő                           | Egyenlő                           | Egyenlő                           |
| Wisconsin      | 10        | R+2      | 49,5% D          | 0,63%             | Egyenlő                           | Egyenlő                           | Egyenlő                           | Egyenlő                           | Egyenlő                           | Egyenlő                           | Egyenlő                           | Egyenlő                           | Egyenlő                           |
| Arizona        | 11        | R+2      | 49,4% D          | 0,31%             | Egyenlő                           | Egyenlő                           | R-hajlás                          | Egyenlő                           | Egyenlő                           | Egyenlő                           | R-dőlés                           | R-dőlés                           | Egyenlő                           |
| Georgia        | 16        | R+3      | 49,5% D          | 0,24%             | Egyenlő                           | Egyenlő                           | Egyenlő                           | Egyenlő                           | Egyenlő                           | Egyenlő                           | R-dőlés                           | Egyenlő                           | Egyenlő                           |
| Észak-Karolina | 16        | R+3      | 49,9% R          | 1,35%             | Egyenlő                           | Egyenlő                           | Egyenlő                           | Egyenlő                           | Egyenlő                           | R-dőlés                           | R-dőlés                           | Egyenlő                           | Egyenlő                           |
| Florida        | 30        | R+3      | 51,2% R          | 3,36%             | R-dőlés                           | Valószínű R                       | Biztos R                          | Valószínű R                       | R-dőlés                           | Valószínű R                       | Valószínű R                       | Valószínű R                       | R-dőlés                           |
| Texas          | 40        | R+5      | 52,1% R          | 5,58%             | Valószínű R                       | Valószínű R                       | Valószínű R                       | Valószínű R                       | Biztos R                          | Valószínű R                       | Valószínű R                       | Valószínű R                       | R-dőlés                           |
| Maine 2.       | 1         | R+6      | 52,3% R          | 7,44%             | R-dőlés                           | Valószínű R                       | Biztos R                          | Valószínű R                       | R-dőlés                           | Valószínű R                       | Valószínű R                       | Valószínű R                       | Egyenlő                           |
| Ohio           | 17        | R+6      | 53,3% R          | 8,03%             | Valószínű R                       | Biztos R                          | Biztos R                          | Biztos R                          | Biztos R                          | Valószínű R                       | Valószínű R                       | Biztos R                          | Biztos R                          |
| Iowa           | 6         | R+6      | 53,1% R          | 8,20%             | Valószínű R                       | Biztos R                          | Biztos R                          | Biztos R                          | Biztos R                          | Biztos R                          | Valószínű R                       | Valószínű R                       | Biztos R                          |
| Alaszka        | 3         | R+8      | 52,8% R          | 10,06%            | Biztos R                          | Biztos R                          | Biztos R                          | Biztos R                          | Biztos R                          | Biztos R                          | Valószínű R                       | Valószínű R                       | Biztos R                          |
| Összesen       | Összesen  | Összesen | Összesen         | Összesen          | D – 226 R – 219 93 egyenlő esélyű | D – 226 R – 219 93 egyenlő esélyű | D – 260 R – 230 48 egyenlő esélyű | D – 226 R – 219 93 egyenlő esélyű | D – 226 R – 219 93 egyenlő esélyű | D – 226 R – 235 77 egyenlő esélyű | D – 226 R – 262 50 egyenlő esélyű | D – 226 R – 230 82 egyenlő esélyű | D – 240 R – 218 80 egyenlő esélyű |

## Közvélemény-kutatások

### Átlagok

Közvélemény-kutatások eredményei (A szaggatott vonal jelzi a pontot, amikor Harris lett a demokraták jelöltje.)

Kamala Harris vs. Donald Trump
| Forrás                    | Dátum               | Frissítve         | Harris | Trump | Más/ Nem döntött | Előny        |
| ------------------------- | ------------------- | ----------------- | ------ | ----- | ---------------- | ------------ |
| Race to the WH            | 2024. október 31-ig | 2024. október 31. | 48,9%  | 47,2% | 3,9%             | Harris +1,7% |
| Cook Political Report     | 2024. október 31-ig | 2024. október 31. | 48,6%  | 47,7% | 3,7%             | Harris +0,9% |
| Decision Desk HQ/The Hill | 2024. október 31-ig | 2024. október 31. | 48,1%  | 47,7% | 4,2%             | Harris +0,4% |
| 270toWin                  | 2024. október 31-ig | 2024. október 31. | 48,4%  | 47,2% | 4,4%             | Harris +1,2% |
| 538                       | 2024. október 30-ig | 2024. október 31. | 47,9%  | 46,8% | 5,3%             | Harris +1,1% |
| Silver Bulletin           | 2024. október 29-ig | 2024. október 31. | 48,5%  | 47,4% | 4,1%             | Harris +1,1% |
| Átlag                     | Átlag               | Átlag             | 48,4%  | 47,3% | 4,3%             | Harris +1,1% |

### Részletes eredmények
Az alábbi listán a legutóbbi húsz közvélemény-kutatás eredménye szerepel. (Frissítve: 2024. november 1.)
| Forrás                            | Dátum                | Megkérdezettek | Hibahatár | Harris | Trump | Más/ Nem döntött | Előny |
| --------------------------------- | -------------------- | -------------- | --------- | ------ | ----- | ---------------- | ----- |
| AtlasIntel                        | 2024. október 30–31. | 3490 (LV)      | ± 2%      | 48%    | 50%   | 1%               | 2%    |
| TIPP                              | 2024. október 28–30. | 1265 (LV)      | ± 2,7%    | 48%    | 48%   | 4%               | N/A   |
| American Pulse Research & Polling | 2024. október 28–30. | 822 (LV)       | ± 2,8%    | 49%    | 47%   | 4%               | 2%    |
| RABA Research                     | 2024. október 29.    | 781 (LV)       | ± 3,5%    | 48%    | 44%   | 8%               | 4%    |
| HarrisX/Forbes                    | 2024. október 27–29. | 3718 (LV)      | –         | 51%    | 49%   | –                | 2%    |
| TIPP                              | 2024. október 27–29. | 1302 (LV)      | ± 2.7%    | 48%    | 47%   | 5%               | 1%    |
| YouGov/The Economist              | 2024. október 26–29. | 1310 (LV)      | ± 3,4%    | 49%    | 47%   | 4%               | 2%    |
| AtlasIntel                        | 2024. október 25–29. | 3032 (LV)      | ± 2%      | 48%    | 50%   | 1%               | 2%    |
| YouGov/Cooperative Election Study | 2024. október 1–25.  | 48 732 (LV)    | –         | 51%    | 47%   | –                | 4%    |
| TIPP                              | 2024. október 26–28. | 1291 (LV)      | ± 2,7%    | 48%    | 47%   | 5%               | 1%    |
| Rasmussen Reports                 | 2024. október 24–28. | 2369 (LV)      | ± 2,0%    | 46%    | 48%   | 5%               | 2%    |
| Morning Consult                   | 2024. október 25–27. | 8807 (LV)      | ± 1,0%    | 50%    | 47%   | 3%               | 3%    |
| Noble Predictive Insights         | 2024. október 23–27. | 707 (LV)       | ± 3,7%    | 49%    | 46%   | 4%               | 3%    |
| Cygnal                            | 2024. október 24–26. | 1507 (LV)      | ± 2,5%    | 50%    | 47%   | 3%               | 3%    |
| CBS News/YouGov                   | 2024. október 23–25. | 2154 (LV)      | ± 2,6%    | 50%    | 49%   | 1%               | 1%    |
| TIPP                              | 2024. október 23–25. | 1333 (LV)      | ± 2,7%    | 48%    | 48%   | 4%               | N/A   |
| Emerson College                   | 2024. október 23–24. | 1000 (LV)      | ± 3,0%    | 49%    | 49%   | 2%               | N/A   |
| Rasmussen Reports                 | 2024. október 21–24. | 2745 (LV)      | ± 2,0%    | 48%    | 47%   | 5%               | 1%    |
| TIPP                              | 2024. október 22–24. | 1357 (LV)      | ± 2,7%    | 49%    | 47%   | 4%               | 2%    |
| ActiVote                          | 2024. október 19–24. | 1000 (LV)      | ± 3,1%    | 50%    | 50%   | N/A              | N/A   |

## Idővonal

### 2020
- november 7.: Joe Biden a 2020-as elnökválasztás győztese.[339]
- december 18.: A Legfelsőbb Bíróság bejelenti per curiam döntését a Trump v. New York ügyben a 2020-as népszámlálással kapcsolatban, amely engedélyezte, hogy Trump 2020. júliusi bejelentését, ami arra szólította fel a Kereskedelmi Minisztériumot, hogy hagyják figyelmen kívül az illegális bevándorlók beszámítását a felmérésen. A döntés előtt a Körzeti Bíróság az ügy elvetése mellett döntött, miután úgy látták, hogy nincs alapja.[340]
- december 31.: A Népszámlálási Iroda lekési az adatok átadásának határidejét.[341]

### 2021
- január 6.: Az Amerikai Egyesült Államok Capitoliumának ostroma. Trump támogatói megtámadták a Capitolium épületét, hogy megállítsák az elektori szavazatok számlálását.
- január 13.: Trumpot felelősségre vonják.
- január 20.: Joe Biden beiktatása.
- február 13.: Trumpot felmentették a vádak alól, így nem vesztette el választhatósági jogát
- április 26.: Újraosztják az államok elektorait a 2020-as népszámlálás alapján.
- június 26.: Donald Trump kampányesemény-sorozatának első megjelenése.[342]
- november 20.: Biden bejelenti a pártjának, hogy indul 2024-ben.[343]

### 2022
- január 19.: Biden bejelenti, hogy Kamala Harris lesz az alelnökjelöltje 2024-ben.[344]
- február 27.: Donald Trump megnyeri a 2022-es CPAC-próbaszavazást, több mint 30 ponttal.[345]
- március 8.: Hillary Clinton, a 2016-os demokrata elnökjelölt bejelenti, hogy nem indul 2024-ben.[346]
- március 10.: Corey Stapleton, Montana korábbi államtitkára bejelenti, hogy tervez indulni a Republikánus Párt színeiben.[347]
- március 16.: Donald Trump bejelentette, hogy, ha indul, nem Mike Pence lesz az alelnökjelöltje. Az első Gerald Ford óta, aki nem korábbi alelnökét választotta újraválasztási kampányára.[348]
- április 9.: Amerikai hírszerzési ügynökségek bejelentik, hogy valószínű, Vlagyimir Putyin ismét meg fogja próbálni a választás befolyásolását.[349]
- április 14.: A Republikánus Nemzeti Bizottság megszavazza a visszalépésüket a Elnökjelölti Viták Bizottságától.[350]
- április 15.: Az RNC Iowa és New Hampshire államait a választás legfontosabbjainak nevezi[351]
- június 24.: A Dobbs v. Jackson Women’s Health Organization ügy részeként a Legfelsőbb Bizottság megvonja a szövetségi jogot az abortuszhoz, ami ezzel fontos téma lett az elkövetkező választásokon.[352]
- július 14.: Trump megosztja egy interjúban, hogy már döntött, hogy indul-e, de még nem tudja, mikor jelenti be.[353]
- július 25.: Jerome Segal az első demokrata jelölt, aki kihívja Bident.[354]
- augusztus 5.: Az RNC Milwaukee-t választja, mint a Republikánus Nemzeti Gyűlés helyszíne.[355]
- augusztus 8.: FBI-razzia a Mar-a-Lago rezidencián
- augusztus 29.: Jerome Segal Joe Biden első demokrata kihívója.[356]
- november 8.: Félidei választások. A demokrata párt megtartja a Szenátust és növeli többségét Pennsylvania állammal, de elveszíti az irányítást a Képviselőház felett, 2018 óta először.
- november 11.: Cory Stapleton bejelenti, hogy indul a republikánus jelölésért, amivel Donald Trump első kihívója lett[357]
- november 15.: Donald Trump Herbert Hoover óta az első elnök lett, aki indult a pozícióért, miután elhagyta azt.[358]
- november 18.: Merrick Garland főügyész nyomozást indít Donald Trump ellen, választási csalásra való felbujtás, illetve dokumentumok illetéktelen kezelése vádjával.
- november 18–22.:A Republikánus Zsidó Koalíció gyűlést tart Las Vegasban
- november 20.:
  - Nikki Haley kormányzó bejelentette, hogy lehetséges, hogy indul az elnöki pozícióért[359]
  - Kanye West bejelenti kampányát.[360]
- november 22.: Kanye West és Nick Fuentes találkozik Donald Trumppal a Mar-a-Lago rezidencián.[361]
- december 1–3.: A DNC gyűlést hív össze, hogy felállítsa a saját idővonalát az előválasztási ciklusra.[362]
- december 15.: David Cicilline és negyven további képviselő bemutat egy törvényjavaslatot, ami megakadályozná Trumpot attól, hogy induljon a választáson.[363]
- december 29.: Joe Biden aláírja az Electoral Count Reform and Presidential Transition Improvement Act törvényjavaslatot, ami tisztázza az alelnök szerepét az elektori szavazatok számlálása közben és a hatalom átadását két terminus között.[364]

### 2023
Január
- január 6.: John Anthony Castro bepereli Donald Trumpot, azt állítva, hogy a volt elnök nem indulhat a választáson, szerepéért a Capitolium ostromában.[365]
- január 26.: Michigan törvényhozása elfogad egy törvényjavaslatot, ami februárra hozza előre az állam előválasztásait, ami a Republikánus Párt saját szabályzata szerint illegális, ezzel lényegében diszkvalifikálva delegáltjait.[366]

Február
- február 4.: A DNC határideje, amíg az államok megváltoztathatják előválasztásaiknak dátumát.[367] Dél-Karolinát február 3-ra helyezik át, New Hampshire-t és Nevadát február 6-ra, Georgiát február 13-ra és Michigant február 27-re. Iowa, ami történelmileg az első előválasztás helye, később kerül megrendezésre.[368][369] A DNC kibővíti a határidőt júniusig, hogy Georgia és New Hampshire még megváltoztathassa rendezési dátumait, hiszen New Hampshire törvényei alapján az elsőnek kell lennie az országban, míg a déli államban egy napon kell rendezni a két párt előválasztásait.[195]
- február 14.: Nikki Haley (Republikánus) bejelenti, hogy indul a 2024-es választáson Trump ellen. Ezzel az első korábbi ENSZ-nagykövet George H. W. Bush óta, aki indul a pozícióért.[370]
- február 21.: Vivek Ramaswamy (Republikánus) bejelenti, hogy indul a 2024-es választáson Trump ellen.

Március
- március 1–4.: megrendezésre kerül a 2023-as CPAC-gyűlés.[371]
- március 2.: Perry Johnson (Republikánus) bejelenti, hogy indul a 2024-es választáson.[372]
- március 3.: a Demokrata Nemzeti Bizottság egységesen beáll Joe Biden mögé, mint a párt jelöltje.[373]
- március 4.
  - Donald Trump megnyeri a 2023-as CPAC-próbaszavazást, 42 ponttal.[374]
  - Marianne Williamson (Demokrata) bejelenti, hogy indul a 2024-es választáson, Biden első demokrata kihívójaként.[375]
- március 5.: Larry Hogan (Republikánus) bejelenti, hogy nem indul a republikánus jelölésért,[376] de egy független kampány szóba eshet.[377]
- március 16.: Joe Exotic bejelenti, hogy indul a 2024-es választáson, annak ellenére, hogy börtönben volt.
- március 30.: Donald Trump ellen vádat emelnek New Yorkban, hallgatási pénz kifizetése és okirathamisítás miatt

Április
- április 2.:
  - Asa Hutchinson (Republikánus) bejelenti, hogy indul a 2024-es választáson.[378]
  - A No Labels politikai csoport bejelenti, hogy tervez indítani egy harmadik párti elnökjelöltet a választáson.
- április 4.: Donald Trump feladja magát New Yorkban és tagadja az ellene emelt vádakat.[379]
- április 5.: Chase Oliver (Libertárius) bejelenti, hogy indul a 2024-es választáson.
- április 6.:
  - Robert F. Kennedy Jr. beadja a szükséges dokumentumokat jelöltségéhez a Demokrata Pártnak.[380]
  - Idaho májusra halasztja el az állam előválasztását.[381]
- április 11.: a Demokrata Párt bejelenti, hogy jelölőgyűlését Chicagóban rendezik.[382]
- április 14.:
  - Mike Pompeo bejelenti, hogy nem fog indulni a republikánus jelölésért.
  - Sajtóhírekből kiderül, hogy Kanye West kampánya hónapok óta stagnált, mivel az előadót nem érdekelte a folyamat.[383]
- április 14–15.: Az NRA fegyvertartásjogi jogvédő csoport megtartja éves találkozóját, több jelölt is részt vesz.[384]
- április 19.: Robert F. Kennedy Jr., Robert F. Kennedy fia bejelenti jelöltségét a demokrata jelölésért.[385]
- április 20.: Larry Elder (Republikánus) bejelenti, hogy indul a 2024-es választáson.[386]
- április 25.:
  - Joe Biden, a 2020-as választás győztese és az Egyesült Államok hivatalban lévő elnöke, hivatalosan is bejelenti, hogy indul a 2024-es választáson.[387]
  - Trump kijelenti, hogy valószínűleg nem fog részt venni a republikánus jelölti vitákon.[388]

Május
- május 3.: A Forbes szerint Vivek Ramaswamy kampánya lefizetett egy Wikipédia-szerkesztőt az angol nyelvű projekten, hogy eltüntesse a jelölt kötődését Soros György amerikai üzletemberhez.[389]
- május 4.: Brad Raffensperger, Georgia államtitkára március 12-re helyezi az állam előválasztását, ezzel megtagadva a februári dátumot a demokratáktól.[390]
- május 6.: Jerome Segal felfüggeszti kampányát, hogy inkább Maryland államban induljon a szenátori posztért.[391]
- május 9.: Trumpot bűnösnek találják E. Jean Carroll szexuális zaklatásáért.
- május 19.: Tim Scott beadja a szükséges dokumentumokat jelöltségéhez,[392] majd három nappal később hivatalosan is megkezdi kampányát.[393]
- május 24.: Ron DeSantis (Republikánus) bejelenti, hogy indul a 2024-es választáson.[394]

Június
- június 2.: Az RNC bejelenti a minimum elvárásokat a részvételért az első elnöki vitán (40 ezer adományozó, 1% közvéleménykutatásokon).
- június 3.: 
  - Több republikánus jelölt is megjelenik Joni Ernst kampányeseményén.[395]
  - Peter Sonski (Amerika Szolidaritás Pártja) bejelenti, hogy indul a 2024-es választáson.[396]
- június 5.:
  - Trump alelnöke, Mike Pence, beadja a szükséges dokumentumokat a republikánus jelöltség megszerzéséhez.[397]
  - Chris Sununu (Republikánus), New Hampshire kormányzója, bejelenti, hogy nem fog indulni a jelöltségért.[398]
  - Cornel West (Néppárt) bejelenti, hogy indul a 2024-es választáson.[399]
- június 6.: Chris Christie (Republikánus) bejelenti, hogy indul a 2024-es választáson.[400]
- június 7.:
  - Mike Pence hivatalosan is bejelenti jelöltségét, 64. születésnapján.
  - Doug Burgum (Republikánus) bejelenti, hogy indul a 2024-es választáson, az első Észak-Dakotában született személyként.[401]
- június 8.: Donald Trump ellen másodjára is vádat emelnek, titkos dokumentumok illetéktelen kezelésének vádjával.
- június 10.: A Michigani Republikánus Párt elfogad egy javaslatot, ami szerint szavazókerületi szinten fogják elosztani delegáltjaikat.[197]
- június 11.: A Suffolki Egyetem kutatása szerint a Demokrata Párt szavazóinak 80%-a szeretne elnökjelölti vitákat látni a párt jelöltjei között.[402]
- június 13.: Donald Trump feladja magát az illetéktelen dokumentumkezelési ügyben és tagadja mind a 37 vádat.[403]
- június 14.:
  - Cornel West bejelenti, hogy meg akarja szerezni a Zöld Párt jelölését.[404]
  - Francis X. Suarez (Republikánus), Miami polgármestere, bejelenti, hogy indul a 2024-es választáson.[405]
- június 15.: 
  - Kennedy egy interjúban azt nyilatkozza, hogy attól fél, hogy a CIA a meggyilkolását tervezi.[406]
  - A No Labels bejelenti, hogy nem fog jelöltet indítani, ha Joe Biden messze megelőzi Trumpot 2024 tavaszára.[407]
- június 17.: Joe Biden megtartja első kampányeseményét, Philadelphiában.[408]
- június 20.: Trump bejelenti, hogy nem kötelezte el magát az első republikánus jelölti vita mellett.[409]
- június 22.: Will Hurd (Republikánus) bejelenti, hogy indul a 2024-es választáson,[410] majd másnap bejelenti, hogy nem kötelezi el magát a végső jelölt támogatása mellett, így nem vehet részt a jelölti vitákon.[411]
- június 26.: Az Idahói Republikánus Párt márciusra helyezi az jelöltjelölő pártgyűlést.[412]
- június 29.: Mike Pence Ukrajnába látogat és találkozik Volodimir Zelenszkij elnökkel.[413]

Július
- július 6.: A Floridai Republikánus Párt bejelenti, hogy a szerepléshez az előválasztáson a jelölteknek el kell kötelezniük magukat a párt által választott elnökjelölt támogatása mellett.[414]
- július 7.: DeSantis bejelenti, hogy részt fog venni a jelölti vitákon.[415]
- július 8.: Az Iowai Republikánus Párt január 15-re helyezi az jelöltjelölő pártgyűlést, ami a legkorábbi előválasztási időpont 2012 óta.[416]
- július 10.: Doug Burgum kampánya 20 dollár értékű ajándékkártyákat kezd osztogatni olyan támogatóinak, akik legalább egy dollárt adnak a milliárdos kormányzó kampányának, hogy bejuthasson az elnökségi vitára.[417]
- július 12.: A Morning Consult felmérése szerint nyolc jelölt érte el az 1%-os alsó határt az első vitához való részvételért.[418]
- július 13.: Egy nevadai kerületi bíróság megtagadja a republikánusok keresetét az állami szintű előválasztás eltörlésére, minek következtében a párt bejelenti, hogy bojkottálják az eseményt és megtartják saját pártgyűlésüket később.[419]
- július 15.: A DeSantis-kampány kirúgja több tanácsadóját, miután nehezére esik összeszedni elegendő pénzt.[420]
- július 15–16.: A Turning Point Action eseményén több jelölt is megjelenik.[421] (Az esemény végén Trump 86%-ot kap a próbaválasztáson.)[422]
- július 16.: DeSantis megjegyezte, hogy gondolkozik Kim Reynolds, Iowa kormányzója, kiválasztásán, mint alelnökjelöltje.[423]
- július 25.: DeSantis és kampánya tanácsadói autóbalesetet szenvednek Tennesseeben, de egy kivétellel mindenki sérülés nélkül megússza az esetet.[424]
- július 28.: A republikánus jelöltek részt vesznek a párt által megrendezett Lincoln-vacsorán.[425]

Augusztus
- augusztus 1.: Harmadjára is vádat emelnek Donald Trump ellen, ezúttal szövetségi szinten a 2020-as választás eredményének megváltoztatására tett próbálkozásai miatt.[426]
- augusztus 3.: Trump feladja magát a fővárosban a két nappal korábban emelt vádakat tagadva.[427]
- augusztus 4.: Chris Christie a második jelöltként meglátogatja Ukrajnát.[428]
- augusztus 9.: Trump bejelenti, hogy nem hajlandó elkötelezni magát a párt által végleg kiválasztott jelölt mellett, ezért nem vehet részt a jelölti vitákon.[429]
- augusztus 10–20.: Megrendezésre kerül az Iowai Állami Vásár, ami a republikánus kampányesemények egyik fontos megállója. A legtöbb jelölt beszédet mond.[430]
- augusztus 11.: Merrick Garland kinevezi David C. Weiss-t, hogy kinyomozza Joe Biden fiát, Hunter Bident.[431]
- augusztus 14.:
  - Negyedjére is vádat emelnek Donald Trump ellen, ezúttal tizennyolc bűntárssal együtt, Georgia államban, az állam választási eredményeinek megváltoztatására tett próbálkozásai miatt.
  - A Nevadai Republikánus Párt február 8-át jelöli ki időpontnak a pártgyűlésre.
- augusztus 19.: Ramaswamy bejelenti, hogy nem fogadná el az alelnöki jelöltséget, ha neki azt felajánlják.[432]
- augusztus 20.:
  - Larry Hogan megosztja, hogy a No Labels szinte biztosan indítani fog egy harmadik párti jelöltet, ha Biden és Trump lesz a két jelölt.[433]
  - Bill Cassidy republikánus szenátor felszólítja Trumpot, hogy lépjen vissza a kampánytól, a négy vádemelés következtében.[434]
  - Trump bejelenti, hogy nem fog részt venni egyetlen jelölteknek rendezett vitán se.
- augusztus 21.: A Republikánus Nemzeti Bizottság bejelenti a nyolc jelöltet, akik részt vesznek az első vitán.[435]
- augusztus 23.: Megtartják az első republikánus jelölti vitát, a Milwaukee-ban található Fiserv Forum arénában.[436]
- augusztus 24.: Trump feladja magát negyedjére is és az első elnökként rendőrségi fotót is készítenek róla.
- augusztus 25.: David Scanlan, New Hampshire államtitkára elkezdi a folyamatot Trump diszkvalifikálására az államban.[437]
- augusztus 29.:
  - Francis X. Suarez visszalép a republikánus versenytől.[438]
  - Trump méltatja Ramaswamyt, kijelenti, hogy szívesen fogadná őt alelnökének.[439]

Szeptember
- szeptember 6.: Választópolgárok egy csoportja benyújt egy keresetet Denverben, azzal a céllal, hogy eltiltsák Trumpot a coloradói választástól.[440]
- szeptember 7.: John Anthony Castro bepereli Trumpot, hogy Nyugat-Virginiában eltiltsák a volt elnököt a választástól.[441]
- szeptember 9.: Stephen Yagman bepereli Trumpot, hogy eltiltsák a volt elnököt a kaliforniai előválasztástól.[442]
- szeptember 12.:
  - Minnesotában beadnak egy keresetet, amiben azzal vádolják Trumpot, hogy lázadást vezetett 2021. január 6-án, aminek következtében nem szerepelhetne a választható jelöltek között.[443]
  - Kevin McCarthy házelnök bejelenti, hogy a Képviselőház felelősségre vonási eljárást tervez indítani Biden ellen.[444]
- szeptember 13.: Scanlan bejelenti, hogy nem tervezi eltiltani Trumpot.[445]
- szeptember 14.: Hunter Biden ellen vádat emelnek fegyvertartási és -kezelési vádpontokban.[446]
- szeptember 16.: Robert F. Kennedy Jr. egyik kampányeseményén letartóztatnak egy férfit, aki beöltözött szövetségi marsallnak.[447]
- szeptember 25.: A Republikánus Nemzeti Bizottság bejelenti a hét jelöltet, akik részt vesznek a második vitán. Az elsőn résztvevők közül Hutchinson nem jutott be.[448]
- szeptember 27.: Megrendezésre kerül a második republikánus jelölti vitat, a Simi Valley városában található Ronald Reagan Elnöki Könyvtárban.[449]
- szeptember 30.: Ismét beperelik Trumpot, ezúttal a michigani választástól való eltiltása céljából.[450]

Október
- október 4.: Megkezdődik a The Trump Organization elleni polgári per tárgyalása New Yorkban.
- október 5.: Cornel West visszalép a Zöld Párt jelöltségétől, hogy függetlenként induljon.[451]
- október 6.: A DNC megegyezik az Iowai Demokrata Párttal, hogy az államban tartják első előválasztásukat, 2024. január 15-én, de márciusig levélben is lehet szavazni.[452]
- október 9.:
  - Kennedy visszalép a demokrata jelöltségtől és bejelenti, hogy függetlenként indul.[453]
  - Hurd visszalép a republikánus jelöltségtől és kifejezi támogatását Nikki Haley kampánya mellett.[454]
- október 12.: Cenk Uygur progresszív politikai szakértő bejelenti kampányát a demokrata jelöltségért, annak ellenére, hogy nem szolgálhatna elnökként, hiszen nem az országban született.[455]
- október 13.: Corey Stapleton visszalép a republikánus előválasztástól.[456]
- október 16.: A Biden-kampány nyit egy fiókot Donald Trump közösségi média oldalán, a Truth Socialön.[457]
- október 20.:
  - Kanye West ügyvédje bejelenti, hogy West megszakította kampányát.[458]
  - Perry Johnson visszalép a republikánus előválasztástól.[459]
- október 24.: Azt követően, hogy New Hampshire nem volt hajlandó a DNC kérésére Dél-Karolina után tartani előválasztását, a Biden-kampány menedzsere bejelenti, hogy az elnök nem fog szerepelni a jelöltek listáján.[460]
- október 26.:
  - Larry Elder visszalép a republikánus jelöltségtől Trump javára.[461]
  - Egy férfi megpróbál betörni Kennedy házába Los Angelesben.[462]
  - Dean Phillips (Demokrata) beadja a szükséges dokumentumokat, hogy elinduljon a 2024-es választáson.[463]
- október 27.: Phillips hivatalosan is megkezdi kampányát.[464]
- október 28.: Mike Pence felfüggeszti kampányát.[465]

November
- november 8.: Megrendezésre kerül a harmadik republikánus jelölti vita.[466]
- november 9.: Jill Stein, a Zöld Párt 2012-es és 2016-os elnökjelöltje, ismét bejelenti, hogy indul a választáson.[467]
- november 12.: Tim Scott visszalép.[468]
- november 13.: A National Review felszólítja Burgumöt és Christie-t, hogy lépjenek vissza.[469]
- november 14.: Egy michigani bíróság úgy dönt, hogy Trump maradhat a jelöltek között.[470]
- november 15.: New Hampshire előválasztását január 23-ra helyezik.[471]
- november 17.: Egy coloradói kerületi bíróság elutasít egy keresetet Trump eltávolítására a jelöltek közül.[472]
- november 20.: Az Elnökjelölti VIták Bizottsága bejelenti a négy vitájának dátumát és helyszínét 2024 szeptemberére és októberére.[473]
- november 30.:
  - DeSantis és Gavin Newsom, Kalifornia kormányzója részt vesznek egy közvetített vitában.[474]
  - A Floridai Demokrata Párt csak Biden nevét adja be az állam vezetőségének, így gyakorlatilag törölve az előválasztást.[475]

December
- december 4.: Doug Burgum visszalép a republikánus jelöltségtől.[476]
- december 5.: Kennedy bead egy keresetet Deidre Henderson, Utah kormányzóhelyettese ellen, azt mondva, hogy az állam korai dokumentumleadási határideje megakadályozza a független jelölteket attól, hogy bekerülhessenek a jelöltek közé.[477]
- december 6.: Megrendezésre kerül a negyedik republikánus jelölti vita az Alabamai Egyetem kampuszán.[478]
- december 7.: Ramaswamy találkozik a Libertárius Párt vezetőségével, azzal a céllal, hogy megérdeklődje a párt jelöltségének megszerzését.[479]
- december 8.: Casey DeSantis, Ron DeSantis felesége, felszólít Iowán kívül élő szavazókat, hogy vegyenek részt az állam előválasztásán, ami illegális.[480]
- december 10.: Egy Twitter Spaces esemény közben Ramaswamyt lehet hallani, ahogy vizel, miután elfelejtette kikapcsolni mikrofonját.[481]
- december 11.: Tyler Andersont, egy doveri férfit, letartóztatnak, miután azzal fenyegette Ramaswamyt, hogy megöli.[482]
- december 16–19.: Megrendezésre kerül az AmericaFest 2023.[483]
- december 19.: A Coloradói Legfelsőbb Bíróság úgy dönt, hogy Trump nem indulhat a választáson, mivel lázadást vezetett 2021. január 6-án. Ez az első alkalom, hogy az alkotmány tizennegyedik módosítása alapján egy jelöltet eltiltottak a választástól. Ennek ellenére a bíróság úgy dönt, hogy döntése addig nem érvényes, amíg a szövetségi Legfelsőbb Bíróság meg nem hallgatja az ügyet.[484]
- december 28.:
  - Maine eltiltja Trumpot a választáson való részvételtől, de Coloradóhoz hasonlóan felfüggesztik döntésüket.[485]
  - Kaliforniában úgy dönt a választásokkal foglalkozó bizottság, hogy Trump indulhat a választáson.[486]

### 2024
Január
- január 5.: A Legfelsőbb Bíróság beleegyezik Trump coloradói fellebbezésének meghallgatásába.[487]
- január 8.: A demokrata jelölteknek (Biden kivételével) jelölti vitát tart a New England Főiskola.[488][489]
- január 10.:
  - Chris Christie visszalép a republikánus jelöltségtől.[490]
  - Megrendezésre kerül az ötödik republikánus jelölti vita, a Drake Egyetem kampuszán.[491] Trump egyidőben a Fox News műsorán jelenik meg.[492]
- január 12.: Megkezdődik a demokraták iowai előválasztása, amin levélben lehet szavazni március 5-ig.
- január 15.:
  - Iowai republikánus pártgyűlés.[416][452] A gyűlésen Trump végez az első helyen 20 delegálttal, őt pedig DeSantis (9) és Haley (8) követi. Ramaswamy hármat szerzett.
  - Vivek Ramaswamy felfüggeszti kampányát a gyenge iowai teljesítménye után, Trump javára.
- január 16.:
  - Asa Hutchinson visszalép gyenge iowai teljesítménye után.
  - Megrendezésre kerül a hatodik republikánus jelölti vita, a Saint Anselm Főiskola kampuszán.[493]
- január 17.: Megrendezésre kerül a hetedik republikánus jelölti vita, ismét a Saint Anselm Főiskola kampuszán.[493]
- január 21.: Ron DeSantis visszalép.
- január 23.: New Hampshire-i republikánus és demokrata előválasztás,[494] a két korábbi elnök diadalmaskodik.

Február
- február 2.: Elhalasztásra kerül Trump választási csalással kapcsolatos tárgyalása.[495]
- február 3.: A dél-karolinai demokrata előválasztáson Biden nyer.[496]
- február 6.: Előválasztások Nevadában (az állam által szervezve).[195] Az állami szintű előválasztásokat Joe Biden és Nikki Haley nyerték, bár Haley az egyetlen jelöltként mindössze a szavazatok 30%-át kapta meg.
- február 7.: Marianne Williamson visszalép.
- február 8.: Nevadai és virgin-szigeteki republikánus pártgyűlés
- február 11.: Robert F. Kennedy Jr. kampánya lejátszik egy hirdetést a Super Bowl LVIII közben, amit egy 1960-as John F. Kennedy hirdetés alapján készítettek.[497]
- február 24.:
  - Dél-karolinai republikánus előválasztás.[498]
  - Ramaswamy és Kirsti Noem vezetik a republikánus alelnöki közvéleménykutatást, a második helyen a korábbi demokrata Tulsi Gabbard volt.[499]
- február 27.: Michigani republikánus és demokrata előválasztás.[496]
- február 28.:
  - Egy megyei bíró úgy dönt, hogy Trump nem indulhat a választáson Illinois államban.[500]
  - Marianne Williamson visszatér a versenybe a michigani eredményét követően.[501]

Március
- március 2.: Idahói és missouri republikánus pártgyűlés.[197][412]
- március 3.: Fővárosi republikánus és demokrata előválasztás. Haley nyeri a korábbit.[502]
- március 4.:
  - Észak-dakotai republikánus pártgyűlés.[503]
  - A szövetségi Legfelsőbb Bíróság úgy dönt, hogy Trump kitiltása a választásról Coloradóban, Illinois-ban és Maine-ben alkotmányellenes és erre csak a kongresszusnak van joga.[504]
- március 5.: Szuperkedd: Joe Biden és Donald Trump is elsöprő győzelmet aratnak, bár egyikük se tud megnyerni minden államot.
  - Demokrata előválasztások: Alabama, Amerikai Szamoa, Arkansas, Kalifornia, Colorado, Maine, Massachusetts, Minnesota, Észak-Karolina, Oklahoma, Tennessee, Texas, Utah, Vermont és Virginia.
  - Republikánus előválasztások és pártgyűlések: Alabama, Alaszka, Arkansas, Kalifornia, Colorado, Maine, Massachusetts, Minnesota, Észak-Karolina, Oklahoma, Tennessee, Texas, Utah, Vermont és Virginia.
- március 6.:
  - Nikki Haley és Dean Phillips visszalépnek.
  - A Republikánus Nemzeti Bizottság Trumpot hirdeti a feltételezett jelöltjének, miután nem marad ellenfele versenyben.[505]
  - Biden megnyeri a hawaii előválasztást.[506]
- március 7.: Biden jól teljesít évértékelő beszédjében (State of the Union).[507]
- március 8.: Trump nyeri az Amerikai Szamoa-i pártgyűlést.[508]
- március 12.:
  - Biden megnyeri az összes aznapi demokrata előválasztást (Georgia, Mississippi, Északi-Mariana-szigetek, Washington és külföldi szavazók) és ezzel a párt feltételezett jelöltje lett.[390][509]
  - Trump megnyeri az összes aznapi republikánus előválasztást és pártgyűlést (Georgia, Hawaii, Mississippi és Washington) és ezzel a párt feltételezett jelöltje lett.[390][510]
- március 15.: Északi-Mariana-szigeteki republikánus előválasztás. Trump nyer.
- március 16.: Guami republikánus pártgyűlés. Trump nyer.
- március 19.:
  - Demokrata előválasztások: Arizona, Florida, Illinois, Kansas és Ohio.
  - Republikánus előválasztások és pártgyűlések: Arizona, Florida, Illinois, Kansas és Ohio.
- március 23.:
  - Biden megnyeri az összes aznapi demokrata előválasztást: Louisiana és Missouri.
  - Louisianai republikánus előválasztás. Trump nyer.
- március 25.: A Libertárius Bizottság bejelenti, hogy tartott megbeszéléseket Kennedyvel a jelöltségről a párt színeiben.[511]
- március 26.: Kennedy bejelenti, hogy alelnökjelöltje Nicole Shanahan lesz.[512]
- március 30.: Biden nyeri az észak-dakotai demokrata előválasztást.

Április
- április 2.:
  - Biden megnyeri az összes aznapi demokrata előválasztást: Connecticut, Delaware, New York, Rhode Island és Wisconsin.
  - Trump megnyeri az összes aznapi republikánus előválasztást: Connecticut, Delaware, New York, Rhode Island és Wisconsin.
- április 10.: Cornel West bejelenti, hogy Melina Abdullah lesz alelnökjelöltje.[513]
- április 13.:
  - Biden megnyeri a wyomingi és alaszkai demokrata előválasztásokat.
  - Kennedy bejelenti, hogy nem fog a Libertárius Párt színeiben indulni.[514]
- április 15.: A Donald Trump elleni büntetőeljárás tárgyalásainak kezdete, okirathamisítás vádjával.[515]
- április 18–20.: Trump megnyeri a wyomingi republikánus pártgyűlést.
- március 21.: Trump megnyeri a Puerto Ricó-i republikánus előválasztást.
- április 23.: Trump és Biden nyeri a pennsylvaniai republikánus, illetve demokrata előválasztásokat.
- április 24–27.: Az Alkotmánypárt nemzeti gyűlése.
- április 25.: Megkezdődik a Trump kontra Egyesült Államok Legfelsőbb Bírósági ügy, amiben a bíróság arról dönt, hogy Trumpnak van-e immunitása az elleni indult eljárásokban.[516]
- április 26.:
  - Biden kijelenti, hogy hajlandó részt venni vitákon Trumppal.[517]
  - Antony Blinken külügyminiszter megosztja, hogy van arra bizonyíték, hogy Kína megpróbálná befolyásolni a 2024-s választást.[518]
- április 27.:
  - Randall Terry abortuszellenes aktivistát választják az Alkotmánypárt elnökjelöltjének, alelnökjelöltje Stephen Broden.[519]
  - Jill Stein egyike nyolcvan letartóztatott tüntetőnek a St. Louis-i Washington Egyetem Palesztina melletti tüntetésén.[520]
- április 28.: Biden nyeri a Puerto Ricó-i demokrata előválasztást.

Május
- május 2.: Sajtóhírek szerint Trump négy főre csökkentette alelnöki listáját: Burgum, Scott, J. D. Vance és Marco Rubio.[521]
- május 7.: Indianai republikánus és demokrata előválasztás. Trump, illetve Biden nyer.
- május 14.:
  - Biden megnyeri az összes aznapi demokrata előválasztást: Maryland, Nebraska és Nyugat-Virginia.
  - Trump megnyeri az összes aznapi republikánus előválasztást: Maryland, Nebraska és Nyugat-Virginia.
- május 15.: A CNN bejelenti az első elnöki vitát június 27-re, míg az ABC News bejelenti a másodikat szeptember 10-re.[522]
- május 21.:
  - Biden megnyeri az összes aznapi demokrata előválasztást: Kentucky és Oregon.
  - Trump megnyeri az összes aznapi republikánus előválasztások: Kentucky és Oregon.
- május 23.: Idahói demokrata előválasztás. Biden nyer.
- május 24–26.: Libertárius jelöltválasztó gyűlés.
  - 25.: Trump beszédet mond, kritizálja a közönség.[523]
  - 26.: Chase Oliver a párt jelöltje, hét fordulónyi szavazás után. Mike ter Maat az alelnökjelölt, Kennedy az első fordulóban kiesett.[524][525]
- május 30.: Trumpot bűnösnek találják 34 vádpontban New York-i tárgyalásán, amivel az első elnök lett, akik elítéltek bűncselekményért.[526]

Június
- június 4.:
  - Biden megnyeri az összes aznapi demokrata előválasztást: főváros, Montana, New Jersey, Új-Mexikó és Dél-Dakota.
  - Trump megnyeri az összes aznapi republikánus előválasztást és pártgyűlést: Montana, New Jersey, Új-Mexikó és Dél-Dakota.
- június 8.: Biden megnyeri az összes aznapi demokrata előválasztást: Guam és az Amerikai Virgin-szigetek.
- június 11.: Williamson bejelenti, hogy visszalép.[527]
- június 13.: Trump találkozik több fontos amerikai vezérigazgatóval, mint Tim Cook, Jamie Dimon és Doug McMillon.[528]
- június 27.: Az első elnöki vita, Atlantában.[522] Biden gyenge teljesítménye után többen is felszólítják, hogy lépjen vissza.[529]

Július
- július 1.: Az Egyesült Államok Legfelsőbb Bírósága úgy dönt a Trump kontra Egyesült Államok ügyben, hogy az elnököknek van immunitása hivatalukban lefolytatott tevékenységeikre.[530][531][532] Ennek következtében elítélését a New York-i ügyben júliusról szeptemberre halasztják, más tárgyalásait pedig felfüggesztik.[533][534]
- július 2.:
  - Lloyd Doggett az első demokrata képviselő lett, aki arra kérte az elnököt, hogy lépjen vissza kampányától.[535]
  - Eliza Cooney szexuális zaklatással vádolja Kennedyt.[536]
  - Marianne Williamson újraindítja kampányát, felszólítva a pártot, hogy a nemzeti gyűlés nyitott legyen.
- július 3.: Raúl Grijalva képviselő felszólítja Bident, hogy lépjen vissza.[537]
- július 4.: Seth Moulton képviselő felszólítja Bident, hogy lépjen vissza.[537]
- július 5.:
  - Biden kijelenti, hogy nem fog visszalépni egy ABC-nek adott interjúban.[538]
  - Mike Quigley képviselő felszólítja Bident, hogy lépjen vissza.[537]
- július 6.: Angie Craig képviselő felszólítja Bident, hogy lépjen vissza.[537]
- július 8.: Adam Smith képviselő felszólítja Bident, hogy lépjen vissza.[537]
- július 9.: Mikie Sherrill képviselő felszólítja Bident, hogy lépjen vissza.[537]
- július 10.: Pat Ryan és Earl Blumenauer képviselők, illetve Peter Welch szenátor felszólítják Bident, hogy lépjen vissza.[537]
- július 11.:
  - Biden sajtótájékoztatót tart a NATO washingtoni gyűlése után, azzal a céllal, hogy bebizonyítsa képességeit egy második mandátumra.[539]
  - Hillary Scholten, Brad Schneider, Ed Case, Greg Stanton, Marie Gluesenkamp Perez, Jim Himes, Scott Peters és Eric Sorenson képviselők felszólítják Bident, hogy lépjen vissza.[537]
- július 12.: Brittany Pettersen és Mike Levin képviselők felszólítják Bident, hogy lépjen vissza.[537]
- július 13.: Merénylet Donald Trump ellen.[540]
- július 15–18.: 2024-es Republikánus Nemzeti Gyűlés
  - Trump bejelenti, hogy J. D. Vance lesz alelnökjelöltje, nem sokkal az előtt, hogy harmadjára is megerősítik, mint a párt elnökjelöltje.[541]
  - Hivatalosan Jeff Kaufmann iowai pártelnök jelöli Trumpot elnöknek, míg Jon Husted ohiói alkormányzó Vance-t alelnöknek.[542][543]
- július 17.:
  - Biden bejelenti, hogy visszalép, ha egészségi állapotával probléma lesz.
  - Biden Covid19-tesztje pozitív.[544]
  - Adam Schiff képviselő felszólítja Bident, hogy lépjen vissza.[537]
  - Nancy Pelosi korábbi házelnök megmondja Bidennek, hogy nem tud nyerni és versenyben maradásával csak rontja a képviselőházi jelöltek esélyeit.[545]
  - Chuck Schumer szenátusi többségi vezető zárt ajtók mögött felkéri Bident, hogy lépjen vissza.[546]
  - A DNC úgy dönt, hogy elhalasztja Biden jelölését.[547]
  - Vance első beszédje alelnökjelöltként.
- július 18.:
  - Trump beszédet mond a Republikánus Nemzeti Gyűlés utolsó napján.[548]
  - Jamie Raskin képviselő és Jon Tester szenátor felszólítják Bident, hogy lépjen vissza.[549][550]
- július 19.: Martin Heinrich és Sherrod Brown szenátorok, illetve Marc Veasey, Jared Huffman, Chuy Garcia, Mark Pocan, Zoe Lofgren, Sean Casten, Greg Landsman, Betty McCollum, Kathy Castor, Morgan McGarvey és Gabe Vasquez képviselők felszólítják Bident, hogy lépjen vissza.[551][552][553]
- július 21.:
  - Joe Biden bejelenti visszalépését, utódjaként Kamala Harris alelnököt jelölve meg.[554]
  - Kamala Harris bejelenti jelöltségét.[555]
  - A Biden Victory Fund bead egy kérvényt, hogy átnevezzék Harris Victory Fundra.
  - Trump és Vance is felszólítja Bident, hogy mondjon le elnöki posztjáról.
- július 22.: Elég delegáltat elkötelezi magát Harris mellett a jelöltség megszerzéséhez.[556]
- július 23.: Kimberly Cheatle, a titkosszolgálat igazgatója lemond a Trump elleni merényletről szóló kongresszusi meghallgatást követően.[557]
- július 29.: Williamson hivatalosan is véget vet kampányának.[558]

Augusztus
- augusztus 1.: A demokrata névsorolvasás leghamarabbi időpontja.[559]
- augusztus 5.: Kamala Harris hivatalosan is a demokrata jelölt.[560]
- augusztus 6.: Harris bejelenti, hogy alelnökjelöltje Tim Walz, Minnesota kormányzója lesz.[561]
- augusztus 7.: Az ohiói választásra való regisztrálás eredeti határideje, amit augusztus 23-ig halasztottak.[562]
- augusztus 15–18.: 2024-es Zöld Párti Nemzeti Gyűlés
- augusztus 19–20.: 2024-es Demokrata Nemzeti Gyűlés
- augusztus 23.: Kennedy sajtótájékoztatót tart, hogy kampánya jövőjéről beszéljen.[563] (Visszalépett, Trumpot támogatva.)

Szeptember
- szeptember 6.: Dick Cheney volt republikánus alelnök és Liz Cheney bejelentik, hogy Harrist támogatják.[564]
- szeptember 10.:
  - A második elnöki vita, az első Harris és Trump között.[522]
  - Taylor Swift énekes-dalszerző kijelenti, hogy Harrist támogatja a választáson.[565]
- szeptember 15.: A Titkosszolgálat lövéseket ad le egy férfira, aki elbújt egy bokorban egy fegyverrel a Trump International Golf Club pályáján, miközben Trump a helyszínen tartózkodott.[566]
- szeptember 20.: A szavazás megkezdődik Dél-Dakotában és Minnesotában.[567]
- szeptember 22.: Trump kijelenti, hogy nem fog indulni 2028-ban, ha nem nyeri meg a 2024-es választást.[568]
- szeptember 26.: Donald Trump kampánya az America PAC-nek adja át a személyes kampányolás finanszírozását és szervezését a csatatérállamokban. Az America PAC egyetlen pénzügyi támogatója Elon Musk.[569]

Október
- október 1.: Az alelnökjelölti vita.
- október 7.: Az America PAC kijelenti, hogy minden szavazónak, aki rávesz egy másikat, hogy írja alá petícióját, 47 dollárt fog adni.[570]
- október 10.: Musk megemeli az összeget 100 dollárra, és kijelenti, hogy minden nap egy millió dollárt fog adni egy szavazónak, aki aláírja a petíciót.[571]
- október 24.: Letartóztatnak egy 35 éves férfit, amiért felgyújtott egy postaládát, amiben szavazatokat gyűjtöttek Phoenixben.[572]
- október 25.:
  -  A The Washington Post bejelenti, hogy 1988 óta először nem fogja egyik jelöltet se támogatni, amely döntést az újság tulajdonosa, Jeff Bezos hozta meg.[573]
  -  Az Ipsos egyik közvélemény-kutatása szerint a szavazók 49%-a azt gondolja, hogy Trump fasiszta (használt definíció: „szélsőséges politikus, aki diktátor akar lenni, figyelembe nem véve a személyes jogokat, és erőszakkal fenyegeti vagy használ ellenfelei ellen”), míg Harrisről 22% gondolja ugyanezt.[574]
- október 27.: Trump rendez egy kampányeseményt a Madison Square Gardenben, amely során Tony Hinchcliffe komikus Puerto Ricót egy sziget szemétnek nevezte. Az eseménynek nagy politikai befolyása lehet a választásra, és sok szakértő szerint a választási ciklus októberi meglepetése lehet, főleg a csatatérállamokban nagy számban élő Puerto Ricó-i lakosok miatt.[575][576][577][578]
- október 29.: Joe Biden válaszol Hinchcliffe megszólalására, kijelentve, hogy az egyetlen szemét, amit ő lát, az Trump követői. Kamala Harris ezt a felszólalást elítélte.[579][580][581]
- október 30.: Biden megszólalására válaszként Trump egy kampányeseményén kukásautót vezet, láthatósági mellényt viselve. Az autóba nehezére esik beszállni, amit a jelölt Dukakis-pillanatának neveztek.[582] Az esemény közben Trump kijelentette, hogy „Én vagyok az elnök. Meg akarom védeni az országunk nőit... Meg fogom tenni, akár akarják a nők, akár nem.” Hozzátette, hogy tanácsadói arra kérték, ne használja ezt a sort a beszédjében. Sokan később ezt a kijelentést összekötötték Trump szexuális zaklatási ügyével, Harris is kritizálta.[583][584][585]
  - Az esemény rosszul sült el Trump számára, többen is inkább Hinchcliffe megszólalásához kötötték a kukásautót, mint Biden beszédjéhez.[586][587]
- október 31.: Trump egy kampányeseményen kritizálja Liz Cheney képviselőt: „Őrült. Tegyük ide, kilenc fegyverrel szemben. Nézzük, hogy mit érezne akkor. Ha az ő arcán edzenénk a fegyvereket.” Cheney és a Harris-kampány is kritizálta a megszólalást, halálos fenyegetésnek nevezve azt, míg egy arizonai bíróság nyomozást indított azzal kapcsolatban, hogy tényleg annak számított-e, amely esetben törvényellenes lenne.[588][589]

November
- november 1.: Tizenhat európai ország zöld pártja arra szólítja fel Jill Steint, hogy lépjen vissza Kamala Harris javára a választáson, mert az utóbbi az egyetlen, aki meg tudja állítani Trumpot. Stein erre nem hajlandó.[590]
- november 2.: Trump ismét azzal vádolja Harrist, hogy soha nem dolgozott a McDonald’s-ban. Egy résztvevő az eseményen erre azt kiabálja, hogy „A sarkon dolgozott,” prostitúcióra utalva. Trump nevet a beszóláson, azt mondva, hogy „Ez a hely zseniális. Csak emlékezzetek, nem én mondtam.”[591][592]
- november 3.: Egy kampányeseményen Trump a következőt mondja: „Itt van előttem egy darab üveg. De igazából, mindenki aki mögötte van csak fake news. És, hogy valaki eljusson hozzám, le kéne lőnie a sok fake newst. Ez annyira nem zavar. Nem zavar.” A mondanivalója elejével az ellene elkövetett júliusi merényletre utalt, amit követően golyóálló üveggel vették körbe beszédei közben. A kritikát követően a volt elnök kampánymenedzsere azt nyilatkozta, hogy ez egyértelműen vicc volt, és zseniálisnak nevezte. Ugyanezen beszéd közben Trump azt is hozzátette, hogy „Nem kellett volna elhagynom a Fehér Házat” és, hogy „szerintem el fogunk kezdeni szórakozni kicsit Michelle-el [Obama].”[593][594][595]
- november 5. (november első hétfőjét követő első kedd): választás.
- november 26.: Trump elítélése a New York-i ügyben.[596]

December
- december 11. (legalább hat nappal december második szerdája utáni első hétfő előtt): Az államoknak meg kell egyezniük minden kérdéses ügyben az elektoraikkal.[597]
- december 17. (az első kedd december második szerdája után): az elektorok összegyűlnek államuk fővárosában (a Columbia Kerület esetében a kerületen belül találkoznak), hogy hivatalosan is megválasszák az elnököt és az alelnököt.[598] Változik, hogy az államok engedélyezik-e azt, hogy az elektorok a polgárok döntésével ellentétben szavazhassanak. 2020-ban 33 államnak voltak ilyen tiltó törvényei.[599]

### 2025
- január 6.: A Kongresszus előtt megszámolják az elektori szavazatokat. A Szenátus elnöke (jelen helyzetben Kamala Harris alelnök) hivatalosan is bejelenti az eredményt.[600]
- január 20.: A megválasztott elnök beiktatása.